# 米原駅

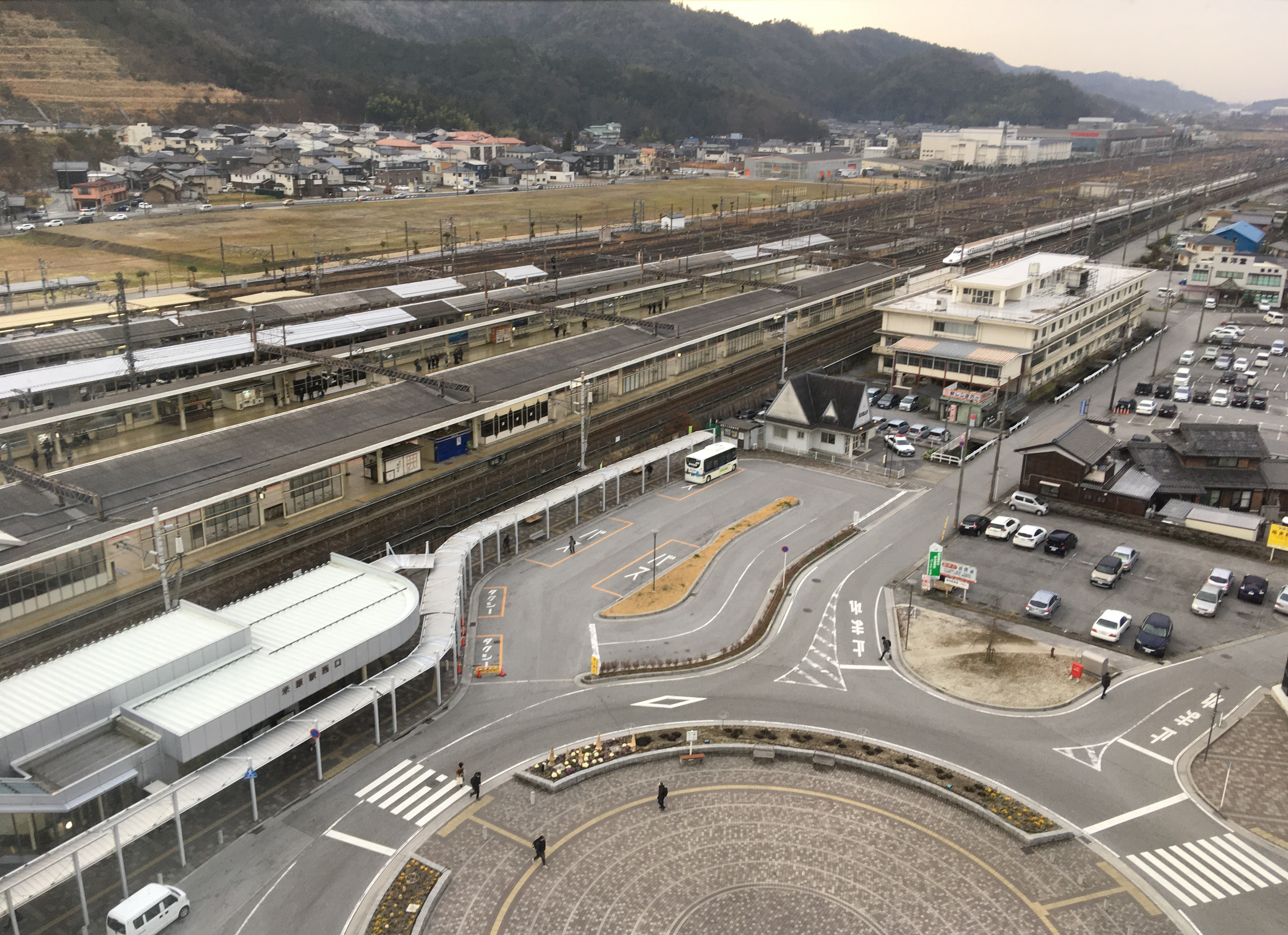
駅俯瞰（2020年2月）

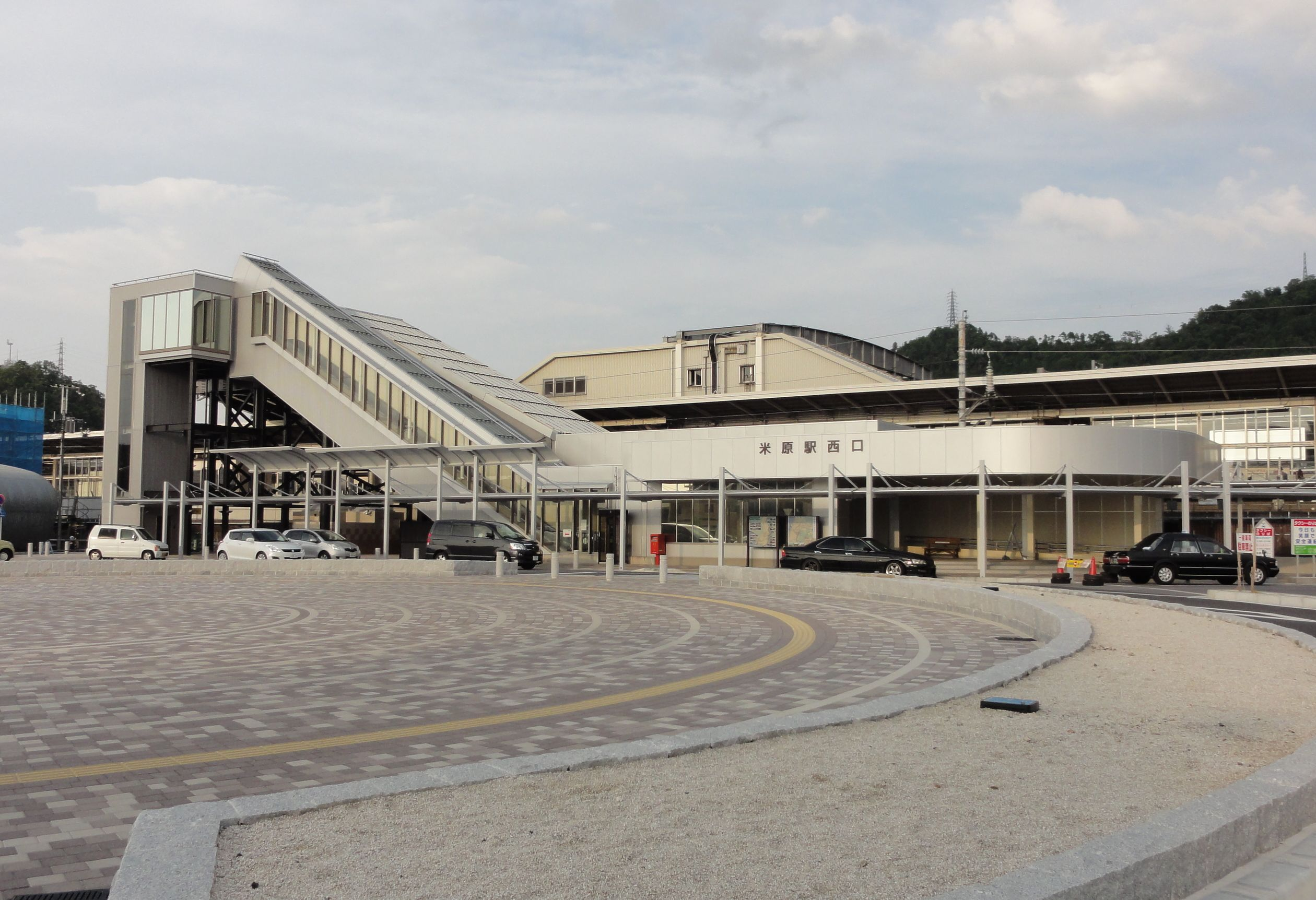
西口（2011年7月）

米原駅（まいばらえき）は、滋賀県米原市米原にある、西日本旅客鉄道（JR西日本）・東海旅客鉄道（JR東海）・日本貨物鉄道（JR貨物）・近江鉄道の駅である。駅番号はそれぞれ、JR西日本がJR-A12、JR東海（在来線）がCA83、近江鉄道がOR01となっている。
JR東海に所属する東海道新幹線と、JR西日本およびJR東海に所属する東海道本線、JR西日本に所属する北陸本線、近江鉄道の本線が乗り入れている駅である。北陸本線と近江鉄道本線は当駅が起点となっている。なお、東海道本線と北陸本線はJR貨物の第二種鉄道事業路線にもなっている。
当駅周辺には鉄道関連の施設が多く設けられ、多くの鉄道従事者が駅周辺に在住したため「鉄道の町」として栄えた。東海道本線における名古屋と京都の中間拠点でもあり、機関区や客貨車の基地、貨物操車場が配備された。輸送改善の度に構内が拡張され、配線が変更されてきた。電化に伴って電気機関車の基地が置かれ、電気機関車と蒸気機関車の中継基地の役割も果たした。しかし、現在では機関車交換基地としての役割を失っている。一方で、現在では東海道新幹線と北陸本線（特急「しらさぎ」）との接続で重要な駅となっている。

## 概要
JR在来線における当駅の所属線は東海道本線となっている。東海道新幹線・東海道本線・北陸本線は、1987年（昭和62年）3月31日まではすべて日本国有鉄道（国鉄）の路線であったが、翌4月1日の国鉄分割民営化によってJR東海とJR西日本に分割された。当駅がJR西日本とJR東海の会社境界駅となり、東海道本線は当駅より大垣・名古屋方面がJR東海、草津・京都方面がJR西日本の管轄となった。当駅はJR西日本とJR東海の共同使用駅であり、在来線構内はJR西日本、新幹線構内はJR東海の管轄である。またJR西日本の北陸本線長浜駅 - 当駅間と東海道本線当駅 - 京都駅間には合わせて「琵琶湖線」の愛称が設定され、一体化した運転系統となっており、大阪方面から来る列車は北陸本線敦賀駅まで乗り入れる。また、名古屋方面から来る列車は当駅で折り返し大垣・名古屋方面に向かう。2016年（平成28年）3月25日までは当駅を経由してJR西日本の琵琶湖線・京都線とJR東海管内の大垣駅を結ぶ快速列車及び特急「しなの」が設定されていた。現在は寝台特急「サンライズ出雲」「サンライズ瀬戸」と特急「ひだ」のみとなっている。
JR米原駅の事務管コードは、▲610147である。なお、国鉄時代に名古屋鉄道管理局が管轄していた頃は、▲530134が用いられていた。

## 歴史

### 開業から第二次世界大戦まで
1889年（明治22年）7月に官設鉄道（のちの東海道線→東海道本線）分岐点（後の深谷）- 大津間と支線（のちに敦賀線を経て北陸本線）長浜 - 米原間が建設されたことで米原駅が設置され、開業当初から結節点となった。それまでは長浜 - 大津間は太湖汽船による湖上連絡を介して名古屋・東京方面と京阪神方面が結ばれていた。
深谷 - 長浜間の旧線は一旦の休止を経て1891年（明治24年）1月に貨物専用の路線として復活し、1897年（明治30年）11月に廃止された後はこの区間を走っていた列車はすべて米原駅を経由するようになる。東海道本線随一の急勾配を控える駅として、補助機関車の連結や解結が米原で行われるようになった。そして、東海道本線と北陸本線との接続駅としての役割を本格的に果たすようになるため、廃止に先立つ1895年（明治28年）1月に窮屈になっていた官舎を増設することが決定され、1900年（明治33年）1月に車長（現在の車掌）の合宿所も増改築が計画されるようになった。輸送量増大に伴う東海道本線も進み、1901年（明治34年）12月に米原 - 河瀬間、1902年（明治35年）11月に長岡（現：近江長岡） - 米原間が複線化された。明治40年代にはいると駅の拡張工事が計画された。1915年（大正4年）9月に東海道本線下りの仕訳線が新設されたが、第一次世界大戦により1917年（大正7年）からにわかに中継拠点として取り扱う貨物量が増加したため容量不足に陥った。そのため、拡張工事が開始されると、小口輸送の整理作業を一旦長浜に移してから中部仕訳線に着手し、次に東海道線上りの仕訳線に着手した。仕訳線の新設工事は1923年（大正12年）8月に竣工した。1930年（昭和5年）3月に小口輸送用のホームを拡張し、以後は客車留置線の設置や連動装置の設置などの改良工事が戦後まで随時行われてきた。
彦根以南の路線を持っていた近江鉄道は北陸本線や東海道本線急行列車の利用客の利便を図って自路線の利用を促進させるため1926年（大正15年）11月に米原 - 彦根に鉄道付設免許を申請し、1927年（昭和2年）8月に免許が交付された。そして、1929年（昭和4年）6月に着工し、1931年（昭和6年）3月に開業した。なお、長浜町（当時）の要請を受けて長浜 - 米原の延伸も計画されたが、冬季の降雪や国鉄の横断工事での工事費から実現しなかった。
1923年の改良以降、米原駅構内を改良する計画は1937年（昭和12年）から1938年（昭和13年）にかけて立案され、1940年（昭和15年）に用地買収と土工着手に取り掛かってきたが、第二次世界大戦によって工事が中断していた。戦時中は駅が空襲の対象になることが予想され、機関区の転車台が破壊された時に備えた機関車の方向転換ができる三角線が設置され、列車を空襲から守るための列車壕（後に蒸気機関車避難壕として保存）も着工された。
東海道本線は、1894年（明治27年）の時点で発着する列車は全て各駅停車で、その本数は7本に過ぎなかった。しかし、1940年（昭和15年）に至るまでに約5倍の本数の列車が発着するようになった。1896年（明治29年）9月には急行列車1往復が運転されるようになり、1903年（明治36年）の時点では2本に増加していた。1906年（明治39年）4月に運行開始された最急行列車も米原駅に停車した。その後、鉄道国有化を経て長距離輸送が盛んとなったため急行列車は増加を続け、大正末から昭和初期には米原駅停車の列車の3分の1程度が急行列車だった。米原駅は北陸本線との結節点としていずれの列車も停車していたが、1930年（昭和5年）10月に運行開始した燕が初めての通過列車となった。この当時は東京・京阪神での出発・到着時刻より早朝・深夜に発着する列車が少なくなく、普通列車も毎時発着とはならず日中でも2時間程度間隔があることがあった。
北陸本線に対する列車は東海道本線の3分の1程度であった。開業した当時は金ヶ崎（敦賀港） - 米原間で1日3往復が設定された。金沢 - 小松間が開業した1898年（明治31年）4月1日からは東海道本線神戸方との直通運転を開始した。また、東京方への直通の要望を受けて1908年（明治41年）5月1日から東海道本線東京方と北陸本線を直通する列車が新設された。急行列車が初めて設定されたのは1922年（大正11年）3月15日であった。彦根と長浜の都市間移動をする利用者が増加したため、1931年（昭和6年）11月から国鉄で初となる電気式ガソリンカーで長浜 - 彦根間を運行した。北陸本線では第二次世界大戦によって急行は一時廃止された。また、彦根 - 長浜間の電気式ガソリンカーは戦時中の燃料統制によって休止された。戦時中は軍事物資や兵員輸送のために軍用列車が多く出入しており、空爆の対象になるほどであった。

### 第二次世界大戦後から東海道新幹線開業まで
第二次世界大戦後は朝鮮特需によって急激に貨物輸送量が増加し、輸送拠点としての米原駅は更に逼迫した状況に陥った。浜松 - 姫路で電化工事計画の下で米原で工区を分割されたため、米原で機関車の付け替えが行われることになり、電気機関区や機回線の新設が必要となった。同時に北陸本線の複線化工事も進められていたため、米原駅の抜本的な改良工事が必要となった。そこで1954年（昭和29年）2月1日から米原駅改良工事が着手。構内3ヶ所に分散していた仕訳線を神戸寄りに集約して1700両分の平面操車場を設置し、撤去した仕訳線跡地に電気機関区50両分を新設した。駅北側にあった扇形機関車庫は縮小された。旅客設備の改良も行われ、ホームや荷物跨線橋の新設や旅客跨線橋の延伸が行われている。施工費は約10億円で、当時としては珍しい大規模な機械化施工が行われた。昼夜を問わず工事が進められ、1955年（昭和30年）11月1日に竣工した。
戦時中に全国で鉄道施設や車両が破壊された影響で、米原駅でも第二次世界大戦直後の1950年（昭和25年）に発着する列車数は戦前の1931年（昭和6年）以前の水準に後退していた。ただし、優等列車は1950年（昭和25年）11月の段階で全て米原駅に停車していた。また、1947年（昭和22年）7月5日には米原発着の北陸本線急行列車が復活した。1950年（昭和25年）11月2日から北陸本線を経由する急行には「日本海」や「北陸」といった愛称が付けられた。
1955年（昭和30年）に東海道本線稲沢 - 米原間が直流電化される。1957年（昭和32年）の北陸本線田村 - 敦賀間の交流電化にあわせて田村 - 米原間が複線化され、配線の変更工事が行われた。東海道新幹線の計画線にあった客車操車場は電気機関区に隣接した場所に移設され、将来の電車化を想定して客車100両の容量で設置された。また、北陸本線複線化によって入換時に本線横断を伴うことを防ぐために貨車区も移動され、貨車操車場の位置に移設された。また、東海道本線の電車化の推進で、不要になった蒸気機関車関係の設備があった跡地に電車留置線が新設された。しかし、米原は東海道本線屈指の巨大な駅として構内配線が複雑化しており、作並や黒磯のように地上設備を設けた地上切替方式を採用することが困難であった。そのため、田村 - 米原は非電化のまま存置して蒸気機関車によって接続を行うこととした。1962年（昭和37年）に田村 - 坂田に交直セクションを設け、以南の米原まで直流電化されたが、当時は交直両用の電気機関車や電車が量産されておらず、牽引も蒸気機関車がディーゼル機関車に置き換えられた後の1983年（昭和58年）3月まで行われた。この時蒸気機関車E10、D50、D51、ディーゼル機関車DD50、DE10が牽引機関車として活躍していた。昭和30年代以降は高度経済成長を通じて東海道本線の電化と輸送力強化で優等列車が増発されたが、一部の特急が米原を通過し、また急行列車も米原の代わりに彦根に停車するようになる。1956年（昭和31年）11月から電車の運転が東京方・神戸方の両方向から延伸され、米原駅にも電車が発着するようになった。このことで米原を発車する列車の時刻が均等化し、急行列車も含め1時間に2本程度の列車が運行されるようになった。北陸本線は1961年（昭和36年）から特急列車の運転が開始された。

### 東海道新幹線開業から国鉄民営化まで
1964年（昭和39年）10月1日には、東海道新幹線が開業した。当初はターミナル機能を持つ駅を彦根と米原で検討し、彦根の方が都市・産業が発達していたものの連絡機能を全て彦根に移転しなければならないことや米原 - 彦根間を無駄に往復しなければならないことを考慮して米原に東海道新幹線との接続機能を置くことになった。北陸本線の電化によって不要になった土地を利用できて支障家屋が少なくなるため、新幹線の駅は駅西側に併設された。駅東側に設置した場合は家屋が密集する地域を縦断し、国道8号との立体交差によって高い部分を通らなければならなくなるため工費が増大するデメリットがあった。この工事によって、米原駅に元々併設されていた客貨車区・車掌区・ボイラー室などは新幹線より西側に総合現場事務所としてまとめられることになった。新幹線開業前から使われていた跨線橋を延伸する形で旅客通路の改良が行われた。施工は既に営業している線路や試運転が開始した新幹線に注意を払いながら行われ、き電停止や作業中止を行いながらも進められた。軌道工事のヤードは新幹線の米原駅の東京寄りに設置されたが、天野川氾濫時の浸水範囲の問題から地元と協議がつかず最小限の面積で設置された。新幹線開業に伴う米原駅の建設により駅構内の北部にある跨線橋（甲大よし架道橋）が拡幅された。東海道新幹線の開業により、在来線優等列車が廃止され、それによって線路容量に余裕ができたことから電車による運行が増え、一方で客車による普通列車が大幅に減少した。このことで次第に米原駅は京阪神の都市近郊に組み込まれていく。北陸本線の特急列車は1961年（昭和36年）から運行開始し、昭和40年代以降は急行からの格上げなどを含めて特急が大増発された。しかし、1974年（昭和49年）に湖西線が開業したことで京阪神方面を発着とする列車の多くが湖西線経由となったため再び減少した。長浜 - 彦根間の運行は交流電化後に気動車によって復活し、列車の発着時刻も気動車による運行ができたことで偏りがなくなっていった。1980年（昭和55年）の国鉄の労使関係悪化や合理化による急行列車廃止によって一時的に発着する列車本数が減少した。
国鉄米原駅は名古屋鉄道管理局の管理下に置かれ、東海道本線彦根 - 米原間には大阪鉄道管理局との境界、北陸本線坂田 - 米原間には金沢鉄道管理局の境界が置かれていたが、こうした管理局の境界がダイヤ作成上の障害になっていた。米原が名古屋鉄道管理局・大阪鉄道管理局・金沢鉄道管理局との境界に隣接していたこともあり、本社でダイヤを作成する急行や特急などの優等列車は特に問題無かったが、各管理局で作成する地域輸送の列車は管理局ごとの調整を避けるために境界をまたぐ列車の設定が少なかった。この影響で新快速は1985年（昭和60年）には草津から彦根までの延伸されたが、米原には乗り入れなかった。さらに、当時は東京方からは大垣を境に米原側では列車本数が大幅に減少していた。東海道新幹線では昭和50年代から「ひかり」の停車が増加し、ピーク時には終日毎時「ひかり」1本、「こだま」2本の時期があったが、運転系統の見直しによってほぼ終日毎時「ひかり」1本、「こだま」1本が停車するようになっている。はじめは東海道本線で見られた通勤・通学向けの列車が増加する事象は北陸本線でも見られるようになり、昭和50年代から客車列車や急行列車を廃止が見られるようになった。しかし、交直両用の電車や電気機関車の導入が進まず、1983年（昭和58年）3月まで田村で機関車交換が行われていた。また、一部の優等列車を除いては東海道本線と北陸本線では運行系統が分断されていた。国鉄が民営化される直前の1987年（昭和62年）3月1日に名古屋鉄道管理局と大阪鉄道管理局の境界が米原 - 醒ヶ井間に変更され、そのまま同年4月1日の国鉄民営化以降はJR東海とJR西日本の境界となる。
駅構内に設けられてきた貨物設備や検修設備は貨物輸送体系の変更によって1984年（昭和59年）2月に廃止された。

### 国鉄民営化以降
1990年代に入り、旧国鉄が保有していた資産を売却するための基盤整備事業が実施され、構内の配線が変更された。工事は1995年（平成7年）に着工。これまではホーム5面で計9本の線路を持つ駅で、車両基地や貨物ヤードを繋いだり交直セクションを橋渡しする目的の機関車を機回し・留置するための線路が多かった。しかし、客車列車やヤード系貨物列車の廃止によって構内配線が見直された。1998年（平成10年）に完成し、東海道本線下り線のホームを中心に旅客ホームが全体的に西側に移設された。東口駅舎から国道8号の間に鉄道用地としては不要になった土地が残り、米原市によって区画整理が行われた。2007年（平成19年）6月、近江鉄道の米原駅はJR線の跡地に移転した。
1988年（昭和63年）3月のダイヤ改正以降は国鉄時代に見られた管理局の境界による弊害を受けず神戸方から新快速が米原に乗り入れるようになり、電車による米原乗り入れが大幅に増加した。また、北陸本線の特急はJR発足後以降に新幹線との接続を考慮してパターン化されていった。それに加え、1991年（平成3年）9月に長浜 - 田村間が直流電化したことで東海道本線の新快速や快速が直通するようになり、列車の本数が大幅に増加した。日中にして、1時間あたり不均等に1本のダイヤだったのが、1時間当たり2本に増加した。この直流化によって長浜は一気に関西での知名度がアップし、湖東方面と湖北方面が近くなった。2006年（平成18年）9月24日以降は、北陸本線敦賀 - 長浜間の直流化によって長浜止まりの新快速が敦賀まで延長されている。
2006年から米原駅の改築に着手し、2009年（平成21年）3月21日には橋上駅として生まれ変わり東西自由通路によって西口と東口を改札に入らずに行き来できるようになった。従来は階段しかなかった米原駅であったが、エスカレーターやエレベーター、オストメイト対応トイレが設置されバリアフリー化した。この工事によってJR東海とJR西日本の駅舎が東西に並ぶ形になった。JR東海米原駅では改札外のきっぷ売場や直接入場できる改札口の新設のほか、待合室やコンコースの改良、トイレの増設も同時に行われている。
2016年（平成28年）3月25日までは旅客列車の東海道本線（琵琶湖線）神戸方と東海道本線東京方で特急「しなの」1往復と朝夕の普通列車が運行されていた。
米原駅は東海道新幹線、東海道本線、北陸本線という鉄道交通網の観点で言えば存在感があるが、駅周辺に著名な観光地が立地せず、地味な印象が強くなってしまった。そうした印象を克服すべく、米原駅東口の再開発が進められている。
北陸新幹線の敦賀駅以西のルート選定にあたっては、米原駅で東海道新幹線に接続する「米原ルート」がルート案の1つとして浮上し、滋賀県関係者が強く推していたものの、与党の整備新幹線建設推進プロジェクトチームが敦賀駅から小浜市を経由して京都駅へ直行する「小浜・京都ルート」を採用した。

### 年表

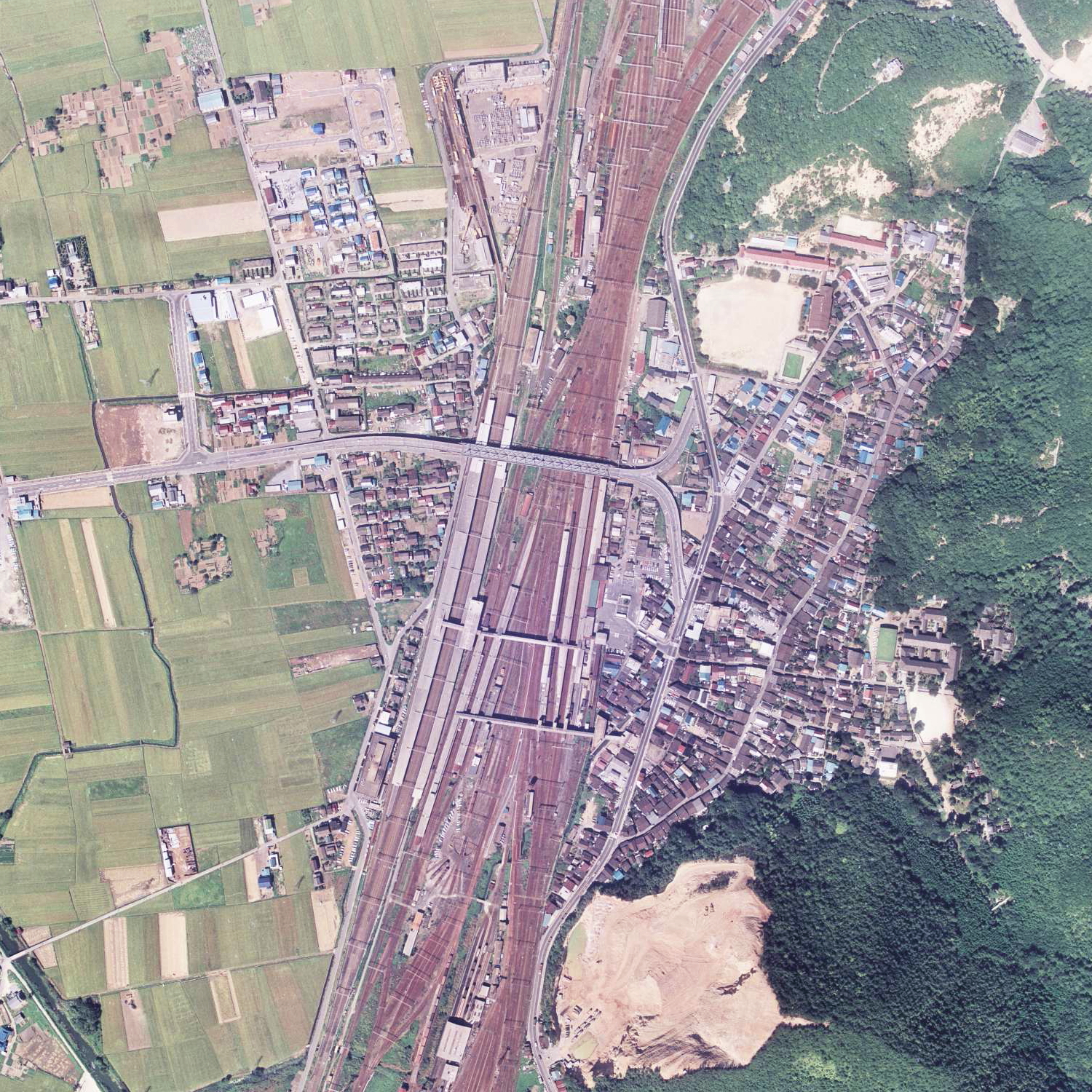
駅周辺の空中写真（1975年9月）

- 1889年（明治22年）7月1日：官設鉄道の分岐点（後の深谷） - 当駅 - 馬場（現在の膳所駅）間および当駅 - 長浜間の開通と同時に開業[6][70]。一般駅[6]。
- 1895年（明治28年）4月1日：線路名称制定。東海道線（1909年に東海道本線に改称）へ所属変更。
- 1902年（明治35年）11月1日：当駅から長浜方面への東海道線支線が北陸線（1909年に北陸本線に改称）に編入。
- 1931年（昭和6年）
  - 7月4日：近江鉄道の駅が開業。
  - 11月：彦根 - 米原 - 長浜の区間列車を設定され、これが国鉄初の気動車の導入であった[26]。
- 1954年（昭和29年）2月1日：構内改良工事着手[30]。
- 1955年（昭和30年）
  - 4月：操車場の使用を開始。
  - 7月25日：稲沢駅 - 当駅間の電化が完成、電気機関車基地も開設[2]。
  - 11月1日：構内改良工事竣工[30]。
    - 拡張までは1番ホーム（下り本線）、2・3番ホーム（東海道上り本線・1番線）、4・5番ホーム（北陸線上り本線・上り1番線）であった。
    - 拡張から1998年までは1番ホーム（東海道下り）、2・3・4・5番ホーム（東海道線下り・北陸線）、7・8番ホーム（北陸線下り）、9・10番ホーム（東海道線上り・北陸線）であった[71]。ホーム郡が上りと下りで大きく隔てられ、その間に回送線や側線が設けられていた[72]。
- 1956年（昭和31年）11月19日：当駅 - 京都間が電化され、東海道本線全線電化[73]。同時に当駅 - 彦根の路線が付け替えられた[74]。
- 1961年（昭和36年）10月1日：北陸本線に乗り入れる初の特急列車「白鳥」（大阪 - 上野・青森）が運転開始された[48]。
- 1962年（昭和37年）9月30日：田村 - 当駅間電化、直江津 - 当駅全線信号自動化完成[75]。
- 1964年（昭和39年）
  - 10月1日：東海道新幹線の駅が開業[報道 1]。所在地が滋賀県坂田郡の米原町であったことから、当時の東海道新幹線では珍しい（「市」ではなく）「町」にある新幹線駅として誕生した[76]。
  - 12月25日：北陸線電車特急「雷鳥」「しらさぎ」運転開始。
- 1966年（昭和41年）12月1日：富山 - 当駅複線化完成[77]。
- 1968年（昭和43年）2月15日：当駅の構内において貨物列車と快速列車の衝突事故が発生する。
- 1970年（昭和45年）3月15日：新幹線のホームが16両対応に延伸される[報道 3]。
- 1972年（昭和47年）
  - 3月1日：貨物の取り扱いを廃止[6]。
  - 10月：日本海縦貫線が青森まで電化されたことに伴い、「ひかり」3往復が米原停車を開始する[78]。「ひかり」の停車駅追加は東海道新幹線開業以来初めてであり、この停車により東京方面と北陸方面の所要時間が約1時間短縮された[78]。
- 1973年（昭和48年）12月22日：新幹線の米原駅構内で、突風によって電車線が浮き上がり、外れたハンガイアーにパンダグラフが衝突して補助ちょう架線が破線する事故が発生[79]。この影響で、重架線化工事が完了するまでの間、冬季の米原付近での風速規制が強化された[80]。
- 1975年（昭和50年）
  - 3月10日：関西 - 北陸間の優等列車が湖西線経由に変更され、一部の急行列車のみが米原経由で残った[81]。米原から北陸方面を結ぶ優等列車は名古屋発着の「しらさぎ」が残ったほか、米原発着の「加越」が新設された[82]。
  - 5月24日：第26回全国植樹祭開催に合わせて昭和天皇のお召し列車が米原駅 - 大津駅間で運行[83]。
- 1983年（昭和58年）4月1日：国鉄のホーム案内放送を自動化[報道 4]。
- 1986年（昭和61年）11月1日：荷物取り扱いを廃止[6]。
- 1987年（昭和62年）
  - 3月1日：国鉄分割民営化を控え、名古屋鉄道管理局から大阪鉄道管理局へ移管[56]。
  - 3月31日：貨物の取り扱いを再開[6]。ただし、以降の貨物取り扱いの実績はなかった。
  - 4月1日：国鉄分割民営化により、在来線はJR西日本、新幹線はJR東海、貨物営業はJR貨物が承継[6][70][84]。
- 1988年（昭和63年）3月13日：路線愛称の制定により、東海道本線の当駅 - 京都間で「琵琶湖線」の愛称を使用開始[85]。新快速が米原まで延長運転される[85]。
- 1991年（平成3年）9月14日：北陸本線田村 - 長浜間の電化方式を直流に変更し、京阪神方面から直通運転を開始[86]。
- 1993年（平成5年）3月：「ひかり」が初めて米原で「のぞみ」を待避するダイヤで運行される[87]。
- 1998年（平成10年）
  - 3月17日：新幹線乗換改札口に自動改札機を導入[88][89]。
  - 9月1日：東口新駅舎使用開始。これに伴い、旧7・8番ホーム横に新1 - 4番線を敷設、2・3番線の間にホームを設置し、新下りホームにされた。旧1番 - 5番ホームは廃止。旧7 - 10番ホームを5 - 8番に改称。在来線改札口に自動改札機を導入[90]。
  - 12月1日：大都市近郊区間拡大に伴い、当駅（JR西日本およびJR東海）は大阪近郊区間の所属駅になる。
- 2003年（平成15年）11月1日：JR西日本でICカード「ICOCA」の利用が可能となった[広報 4]。
- 2006年（平成18年）10月1日：JR京都・神戸線運行管理システム導入。
- 2007年（平成19年）6月8日：近江鉄道の駅舎・ホームを西側に移転[57]。
- 2008年（平成20年）12月10日：ホーム上の工事囲いのフェンスが貨物列車通過の風圧で飛散し、ホーム上の乗客2名とホーム誘導員1名が負傷した事故が発生。
- 2009年（平成21年）
  - 3月7日：JR西日本5 - 8番のりばの彦根寄りのエレベーター・エスカレーター・階段がすべて供用開始[広報 5]。なお、この時点ですでにトイレのバリアフリー化は完了していた[広報 5]。
  - 3月21日：JR西日本2・3番のりばの彦根寄りのエレベーター・エスカレーター・階段がすべて供用開始[広報 5]。また、自由通路および東口・西口エレベーターの供用開始[広報 5][91]。この自由通路の延長は230 mで、その内の138 mは既存の高架橋を使い、残りは新築したものである[報道 5]。
  - 6月1日：東西自由通路から東海道新幹線を直接利用できる改札が新設された[報道 6]。
  - 7月1日：在来線ホームの全面禁煙が実施[広報 6]。
- 2012年（平成24年）4月5日：近江鉄道の新駅舎が開業[57]。
- 2015年（平成27年）3月12日：入線警告音の見直しに伴い、接近メロディ導入[広報 7]。
- 2016年（平成28年）3月26日：ダイヤ改正に伴い特急「しなの」の大阪駅発着廃止に伴い当駅停車も廃止[広報 2][広報 3][92][報道 7]。JR西日本とJR東海を跨いで走行する普通列車が廃止[広報 2][広報 3]。
- 2018年（平成30年）3月17日：JR西日本・JR東海の在来線に駅ナンバリング導入[93]。
- 2020年（令和2年）3月18日：7番のりばのキヨスクが改札口でセブン-イレブンに転換し、「セブン-イレブン Kiosk JR米原駅改札口店」となる。
- 2021年（令和3年）3月13日：特急「はるか」の当駅発着が廃止[広報 8][報道 8]。当駅がTOICAエリアに編入され、JR東海とJR西日本のICサービスエリアを跨るICカード定期券が発売される[広報 9][広報 10]。
- 2022年（令和4年）4月1日：JR東海の指定席券売機にて、東日本旅客鉄道（JR東日本）グループが運営するインターネット予約サービス「えきねっと」の受け取りができるようになる[広報 11][注 2]。滋賀県の駅で「えきねっと」の受け取りが可能な駅は2023年（令和5年）現在、当駅のみである。
- 2024年（令和6年）3月1日：新幹線の乗車券売り場にサポートつき指定席券売機を導入[94]。

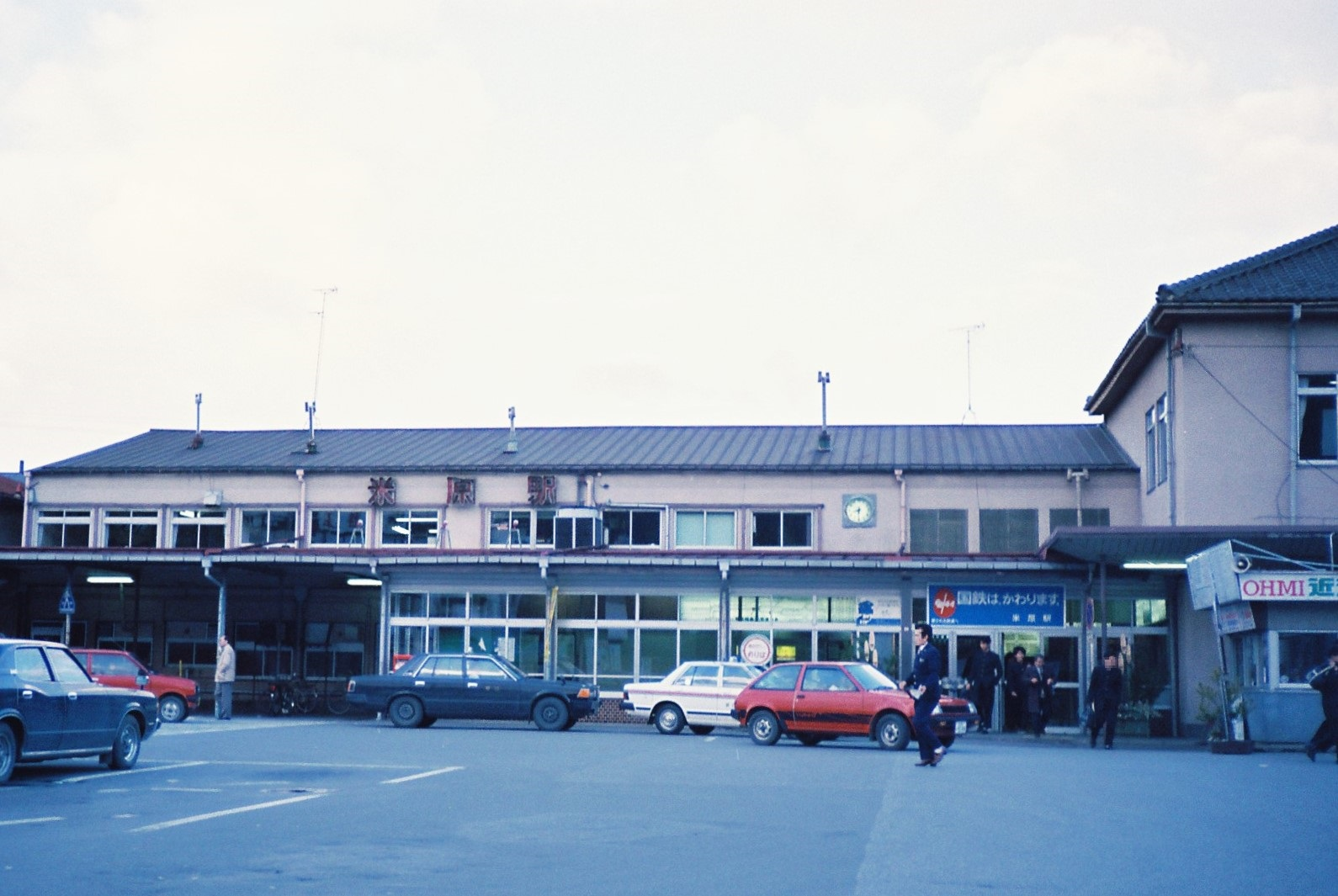
1998年以前の旧東口駅舎 （1987年1月）
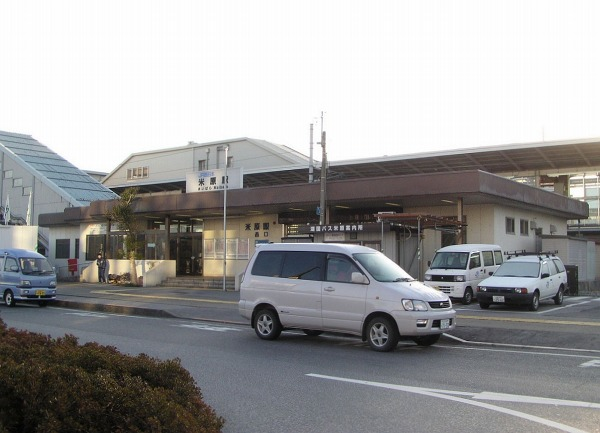
旧西口駅舎（2006年3月、新駅舎完成後も暫くは自由通路入口として使われた）

## 駅構造

### JR西日本・JR東海
在来線・新幹線とも地上駅である。現在の駅舎は2009年3月より使用開始となった橋上駅舎である。米原市管理の東西自由通路が駅の東西を結び、自由通路から在来線改札口（JR西日本）・新幹線改札口（JR東海）を利用できる。また改札内には新幹線・在来線の乗り換え改札がある。なお、在来線改札口には前述のように2020年3月18日に「セブン-イレブンキヨスクJR米原駅改札口店」がホーム上にあった7番のりば店から移転する形で開業し、改札内外両方から利用できるようになった。また2021年3月13日からのTOICAエリアの当駅までの拡大に伴い、TOICAエリアからの降車専用のICカード専用自動改札機（JR東海仕様）が改札内から見て一番左側に設置されている。
2009年（平成21年）7月1日から、在来線を管轄するJR西日本では京阪神近郊エリアの在来線駅のホーム上の喫煙コーナーが廃止された関係で、当駅も同日以降は在来線ホームが全面禁煙となっている。

#### 在来線
東海道本線では東京起点445 km 034 mと同447 km 763 mに場内信号機が設置され、駅構内は2 km 729 mに及ぶ。JR西日本とJR東海との会社境界は駅東方（醒ケ井方）の、東海道本線の上り線と下り線とが合流するカーブ付近の下り第1閉塞信号機（東京起点443k995m）にある。
当駅は駅長が配置された直営駅であり、管理駅として北陸本線の近江塩津駅 - 坂田駅間の各駅と琵琶湖線の彦根駅 - 能登川駅の各駅を管理しており停車場に分類される。
東京方で東海道本線上りが北陸本線をまたぐ形で立体交差になっている。米原駅の東京方の東海道本線上下線の内側に電留線を抱えており、電車1 - 6番線、客操7 - 15番線が設けられている。これらの電留線は米原機関区・米原客貨車区として整備されたものである。
貨物列車は昼夜を問わず通過し、特に深夜・早朝にかけて東海道本線上り（東京方）と北陸本線を折り返す列車が集中する。東海道本線の米原をまたぐ定期旅客列車として大阪 - 高山間を運転する特急「ひだ」があるほか、特急「しらさぎ」が敦賀から当駅か名古屋のいずれかまで運転されている。名古屋に至る列車は当駅でスイッチバックする。湖西線が強風で運休になった場合は「サンダーバード」が米原経由で運行される。こうした湖西線の運休は避けられない事象であるためダイヤは「サンダーバード」が米原経由で運行することに対応できるものになっている。迂回した敦賀方面からの「サンダーバード」が米原に運転停車し、関西空港へ急ぐ旅客のみを特別に新幹線に誘導することがある。「サンライズ瀬戸」「サンライズ出雲」（岡山駅まで併結運転）は会社ごとの乗務員に交代するため米原駅で運転停車する。
当駅は特急「しらさぎ」や新快速の両列車を対象に分割併合作業が日常的に実施されている。「しらさぎ」は敦賀方面からの乗客が米原で乗り換えする割合が大きいため、また新快速は当駅以北のホームの制約から長編成での進入ができないため連結切り離しが行われている。

##### のりば

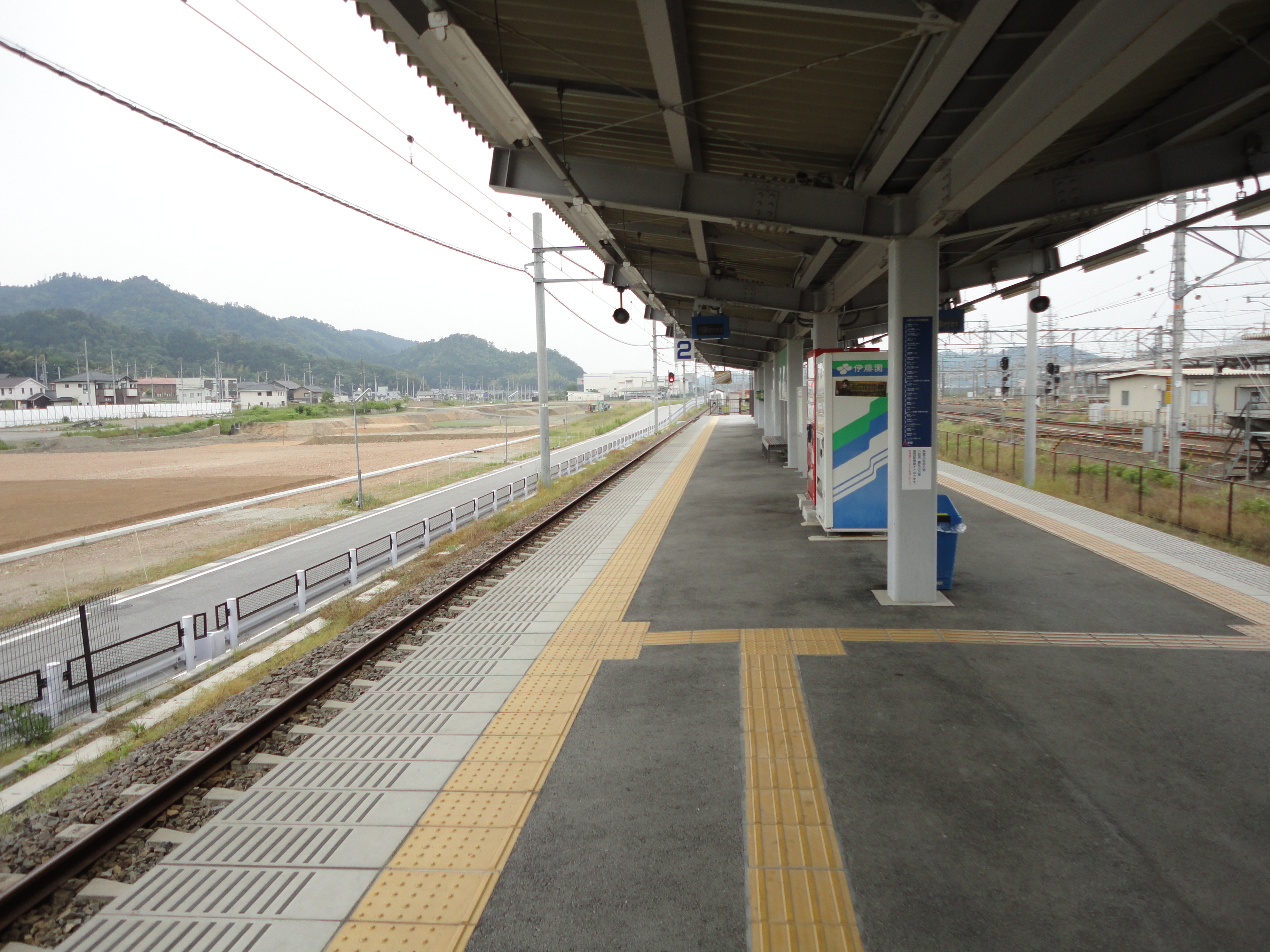
ホーム（2012年6月）
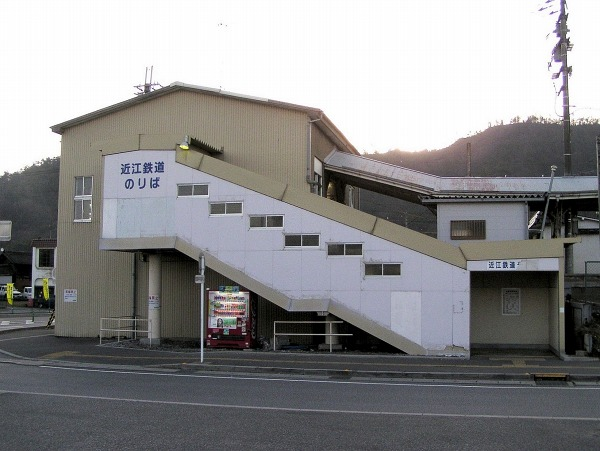
旧駅舎（2006年3月）
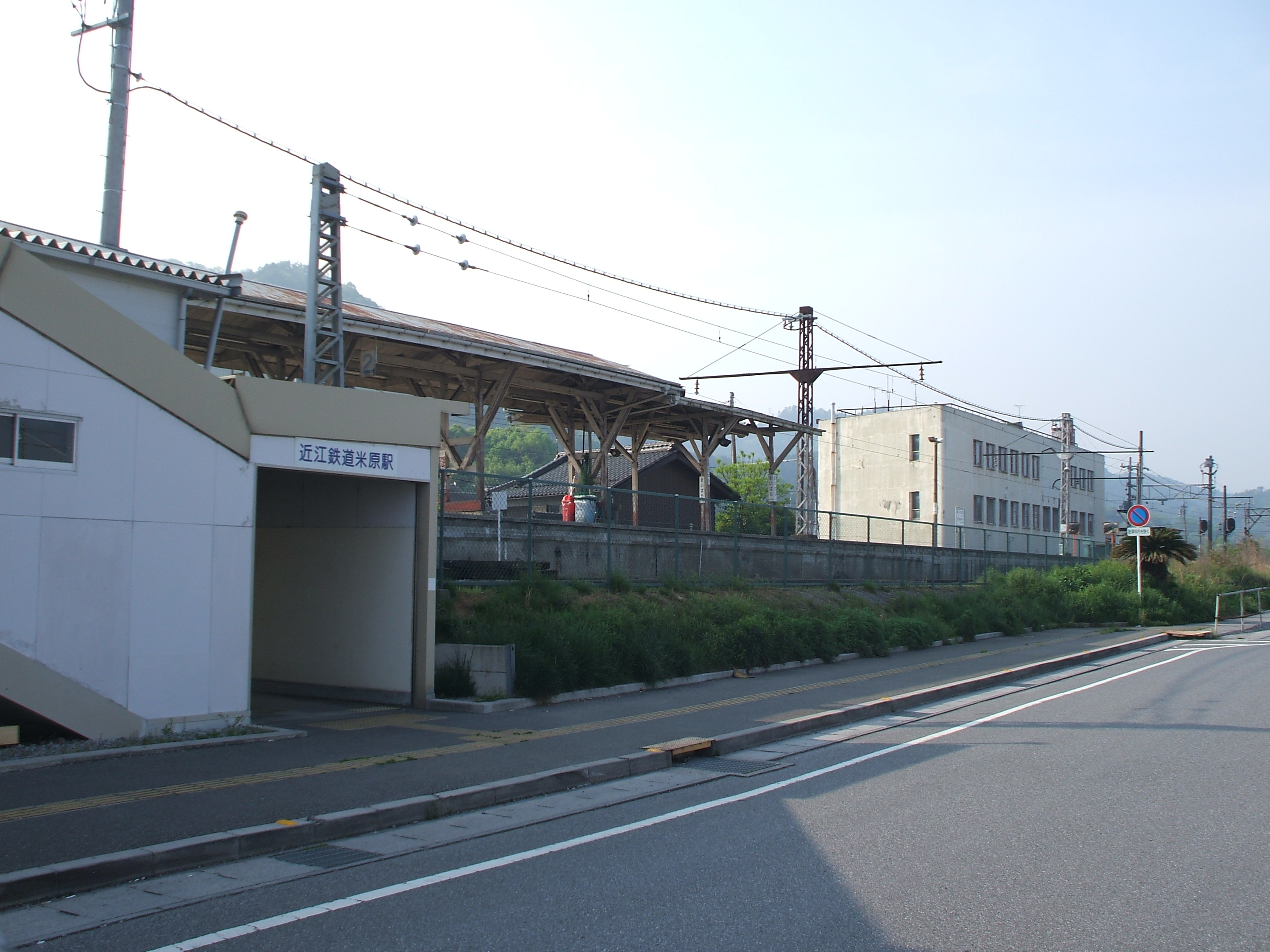
旧ホーム（2007年5月）
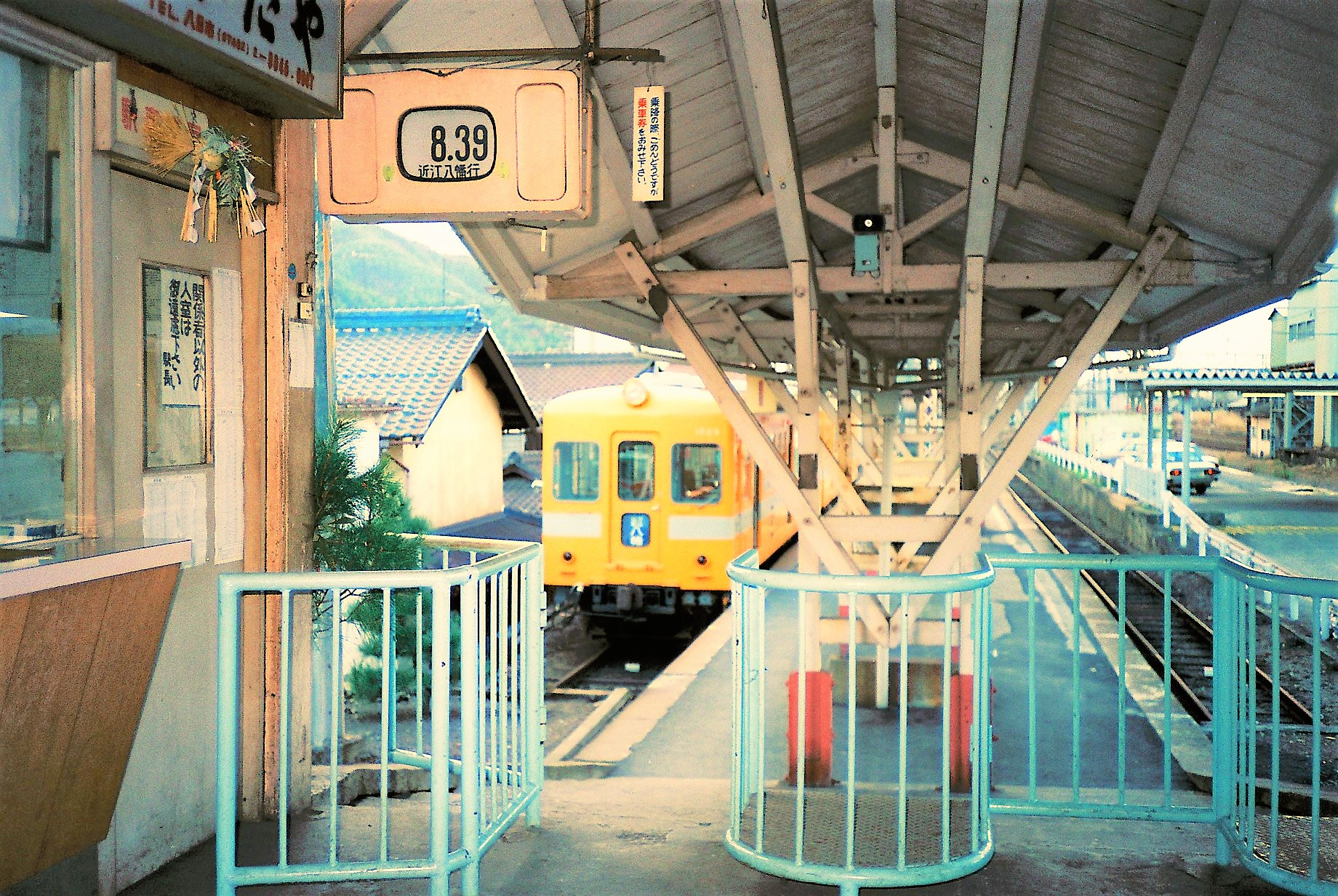
旧駅構内（1987年1月）

島式ホーム3面6線と通過線2線を使用する。1番線と4番線はホームが無い。1番線は東海道本線・琵琶湖線下りの貨物列車の通過に使われる。4番線は米原操車場に着発する北陸線の貨物列車が通過し、上下線共用である。
「東海道線」の案内は上り線（東京方）のみで、下り線（大阪方面）と北陸線方面では「琵琶湖線」として案内が行われている。
| のりば | 路線                 | 行先             | 備考                                 |
| ------ | -------------------- | ---------------- | ------------------------------------ |
| 2      | 琵琶湖線（東海道線） | 草津・京都方面   | 原則として日中は米原止まりの列車のみ |
| 3      | 琵琶湖線（東海道線） | 草津・京都方面   |                                      |
| 5      | 琵琶湖線（北陸線）   | 敦賀方面         | 22時台の普通のみ2番乗り場から        |
| 6      | 琵琶湖線（北陸線）   | 敦賀方面         | 「しらさぎ63号」はこの乗り場から     |
| 7      | 琵琶湖線（北陸線）   | 敦賀方面         | 日中は電光掲示板表示のみ             |
| 7      | 東海道線             | 大垣・名古屋方面 |                                      |
| 8      | 東海道線             | 大垣・名古屋方面 |                                      |

（出典：JR西日本:構内図）
- 2番線は東海道本線大垣方面からの米原止まりの列車の到着、3番線は琵琶湖線草津・京都方面への列車の発車が主となる[76]。2番線と3番線は琵琶湖線長浜・敦賀方面への進出も可能[76]。また、大垣方面からの列車はすべて到着後に回送列車として留置線に引き上げてから折り返す[76]。
- 北陸行きの「しらさぎ」及び一部の大垣方面からの普通・新快速の米原止まりの列車は5番線、長浜方面直通の新快速・普通は6番線が主に用いられる[76]。一部の米原終着の「しらさぎ」や普通列車もこのホームに入る[76]。北陸本線の普通列車はホームでの折り返しが主流である[76]。
- 7番線が琵琶湖線京都方面からの米原止まりの列車の到着及び名古屋行きまたは米原止まりの「しらさぎ」の到着と発車、8番線が東海道本線大垣・名古屋方面への発車が主となる[76]。8番線は東海道本線上りの本線として用いられており、貨物列車の通過にも用いられる[76]。7番線は東海道本線大垣・名古屋方面と琵琶湖線長浜・敦賀方面のいずれにも進出可能だが、8番線は東海道本線大垣・名古屋方面への進出のみとなる[76]。

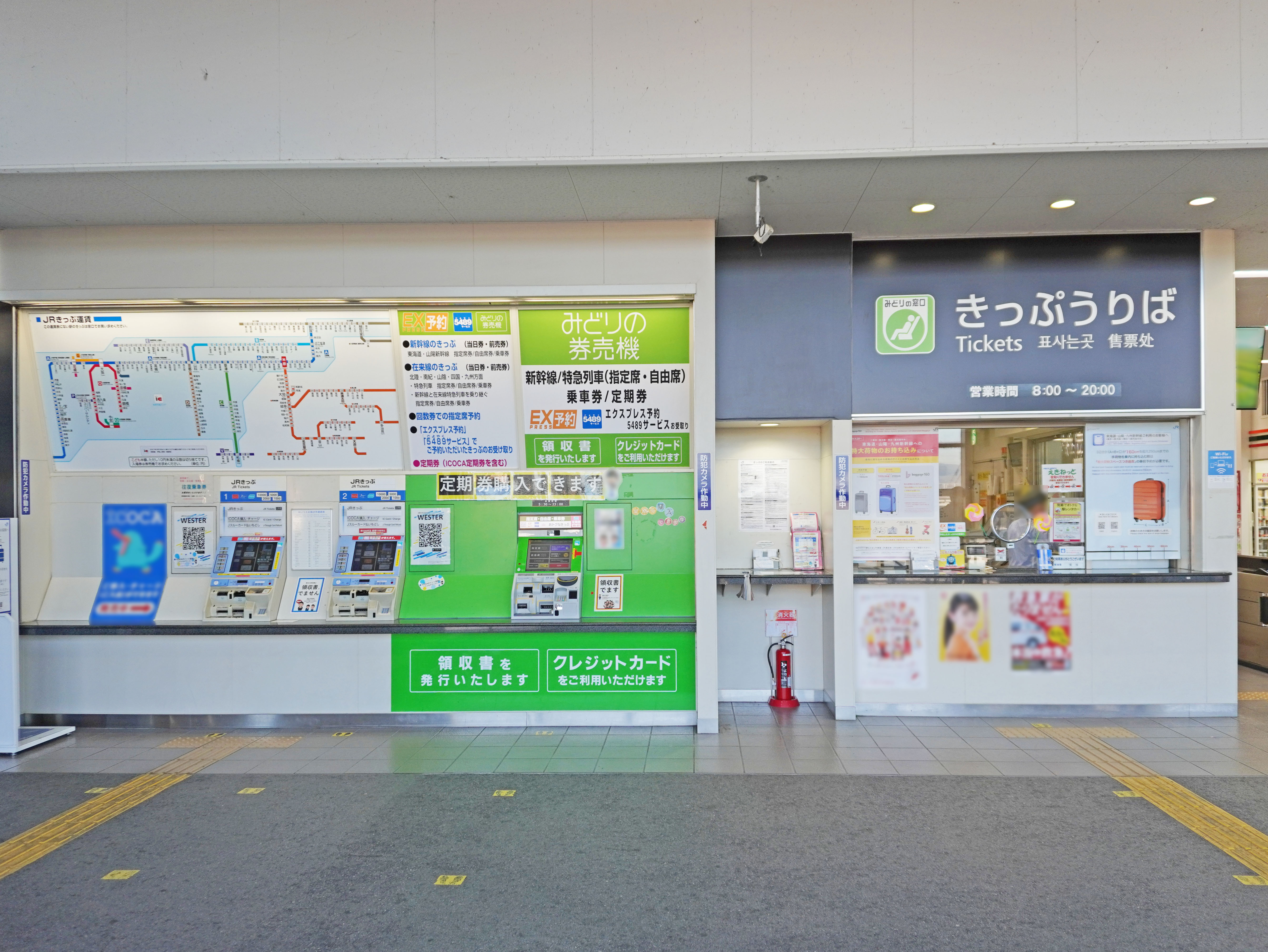
在来線乗車券売り場（2022年11月）
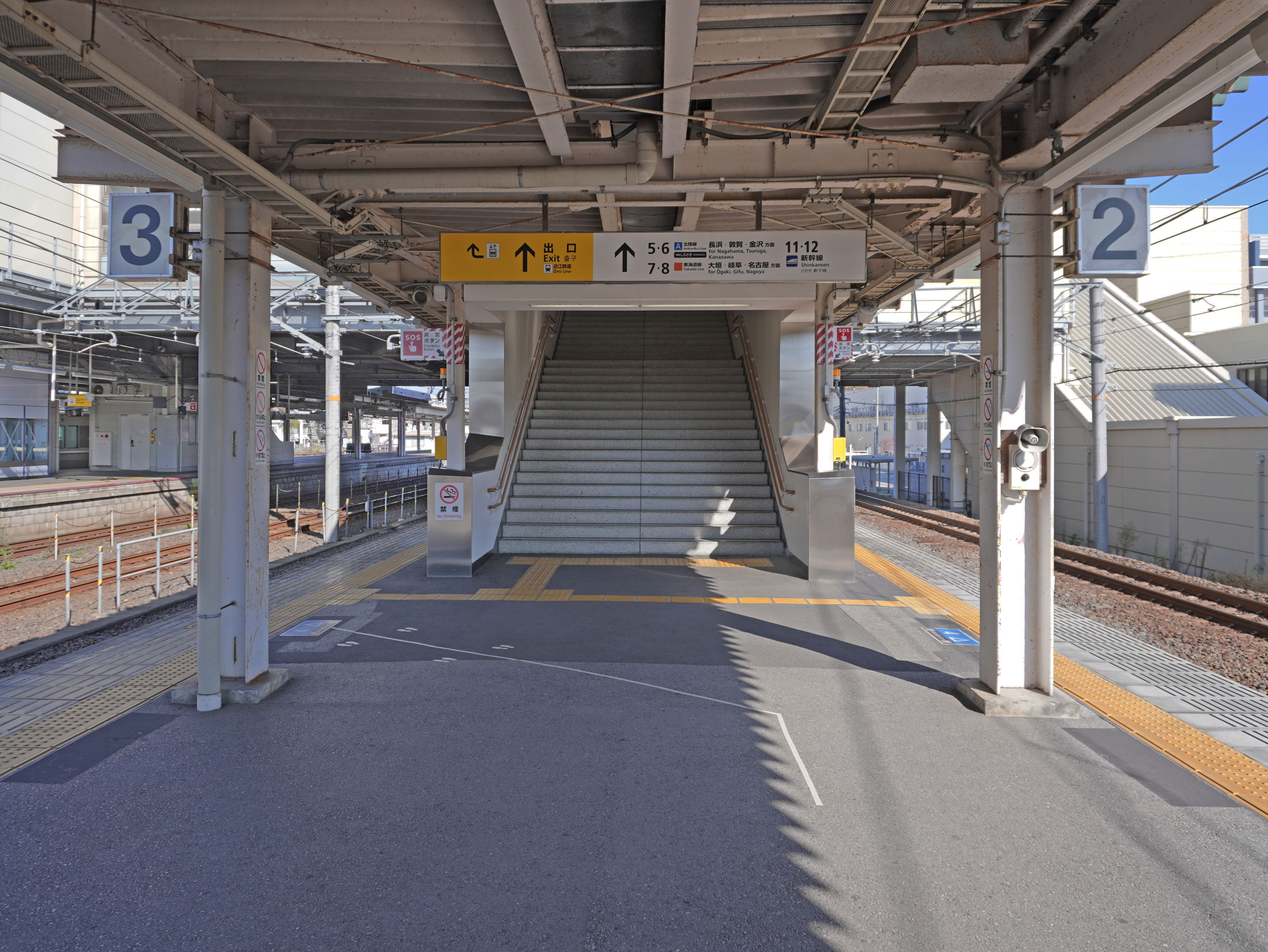
在来線2・3番のりばホーム（2022年12月）
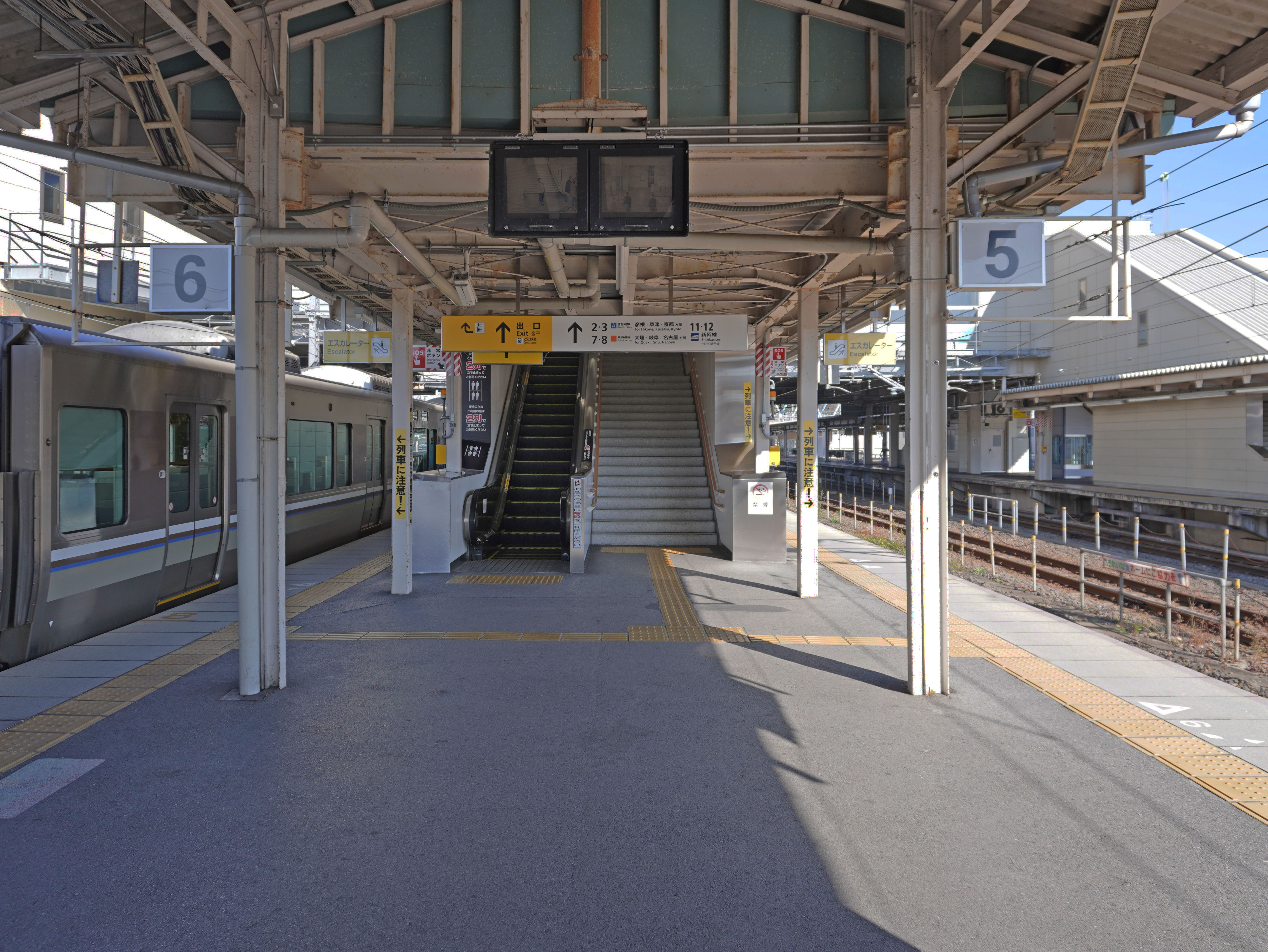
在来線5・6番のりばホーム（2022年12月）
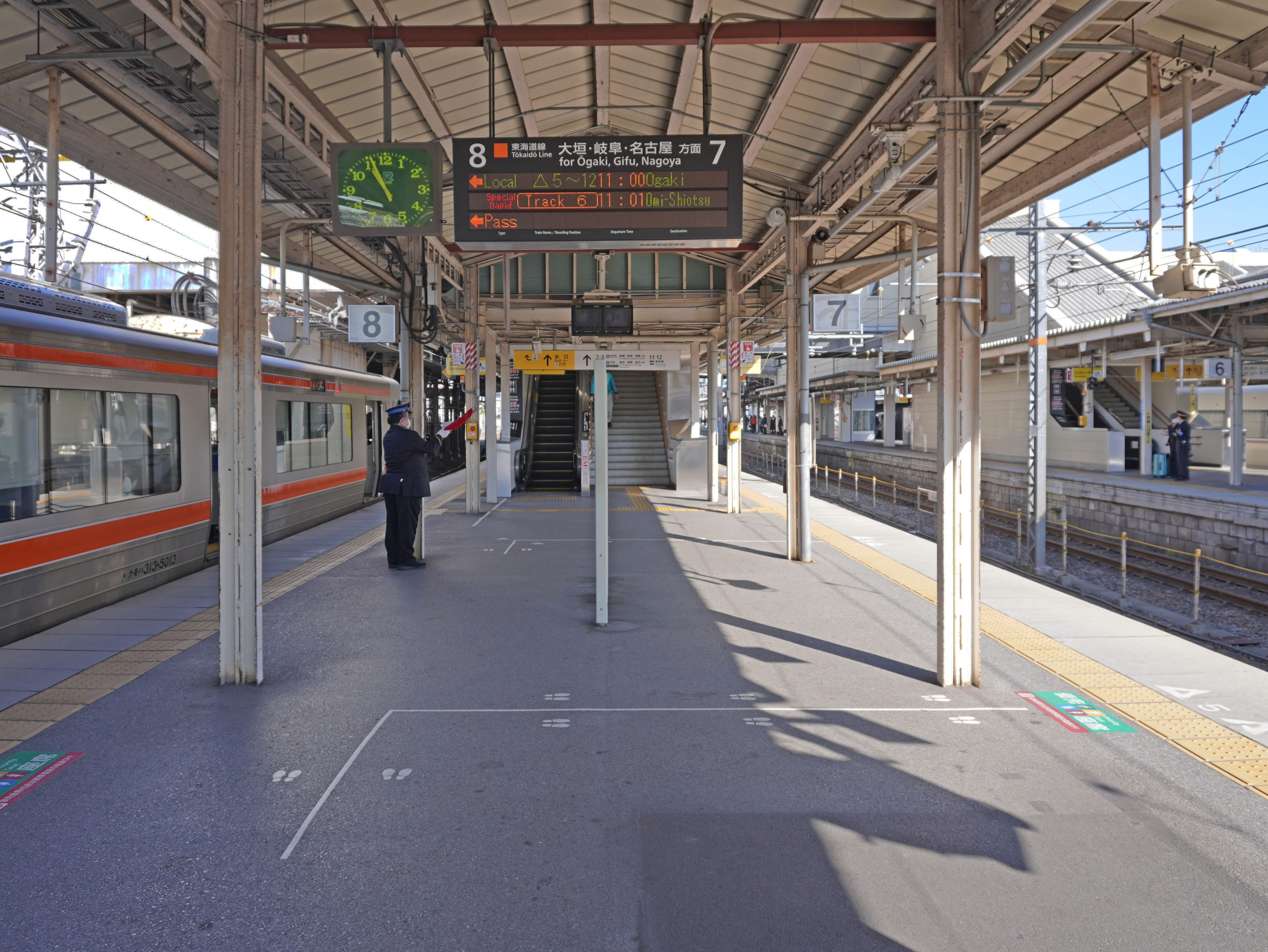
在来線7・8番のりばホーム（2022年12月）

#### 新幹線
縦断線形で見ると跨線橋や周辺の道路・鉄道の関係から米原駅はすり鉢の底部にあたる部分に設置されている。下部構造は盛土。構内配線は通過線2線とその両側に上下線のホームを設けた東海道新幹線では標準的な形状である。しかし、東京側は関ケ原越えを控えるため事故車両や待避列車が停車できるよう上りホームの外側でも客扱いができるようになっている。いずれの線路も半径3000 mの曲線である。開業当時の上りホームは幅員5.5 - 10.1 m・延長342 m、下りホームは幅員7.0 m・延長360 mである。開業当時は12両分のホームの内、上屋が6両分しか整備されておらず、その後16両分の上屋が整備されている。ホームの断面に中空で作業員等が通行できるスペースがある。
積雪量が多い地域であるため、1966年（昭和41年）には岐阜羽島とあわせて主要な分岐器に融雪器が設置された。また米原駅を含む東京起点376 k 500 mから445 kmの区間までスプリンクラーが設置されている。ホーム上の旅客に水が飛散しないように、車両の進入を感知し、停車中は散水を停止する機構が設置されている。
米原駅には米原保線所（後述）、米原電力所、米原信号通信所が併設されている。
基本的に「ひかり」と「こだま」が毎時1本ずつ停車し、最速達列車の「のぞみ」は全列車が通過する。

##### のりば
| 番線 | 路線           | 方向           | 行先           |
| ---- | -------------- | -------------- | -------------- |
| 11   | 東海道新幹線   | 下り           | 新大阪方面     |
| 12   | 東海道新幹線   | 上り           | 東京方面       |
| 13   | （予備ホーム） | （予備ホーム） | （予備ホーム） |

（出典：JR東海:駅構内図）

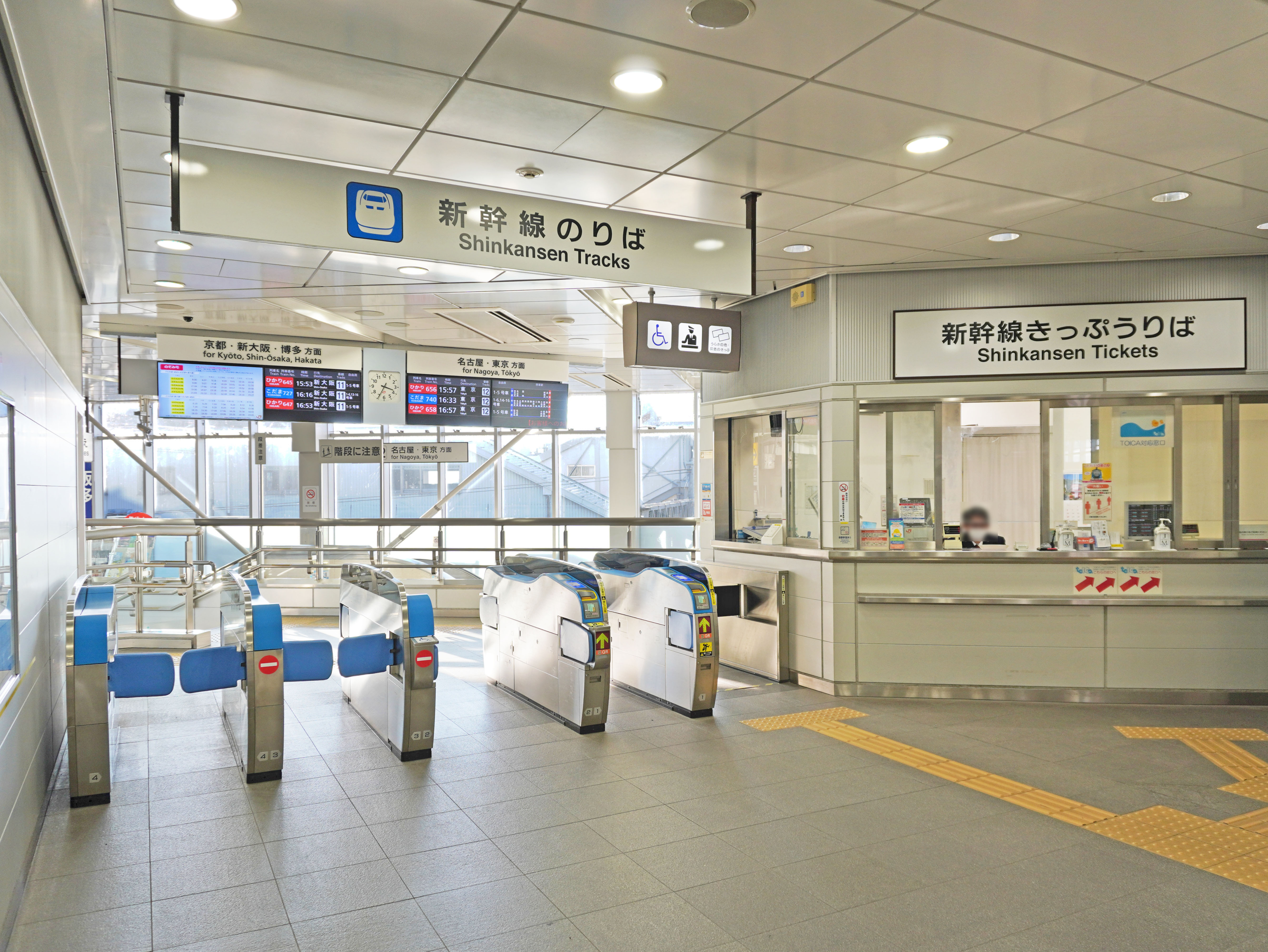
新幹線改札口（2022年11月）
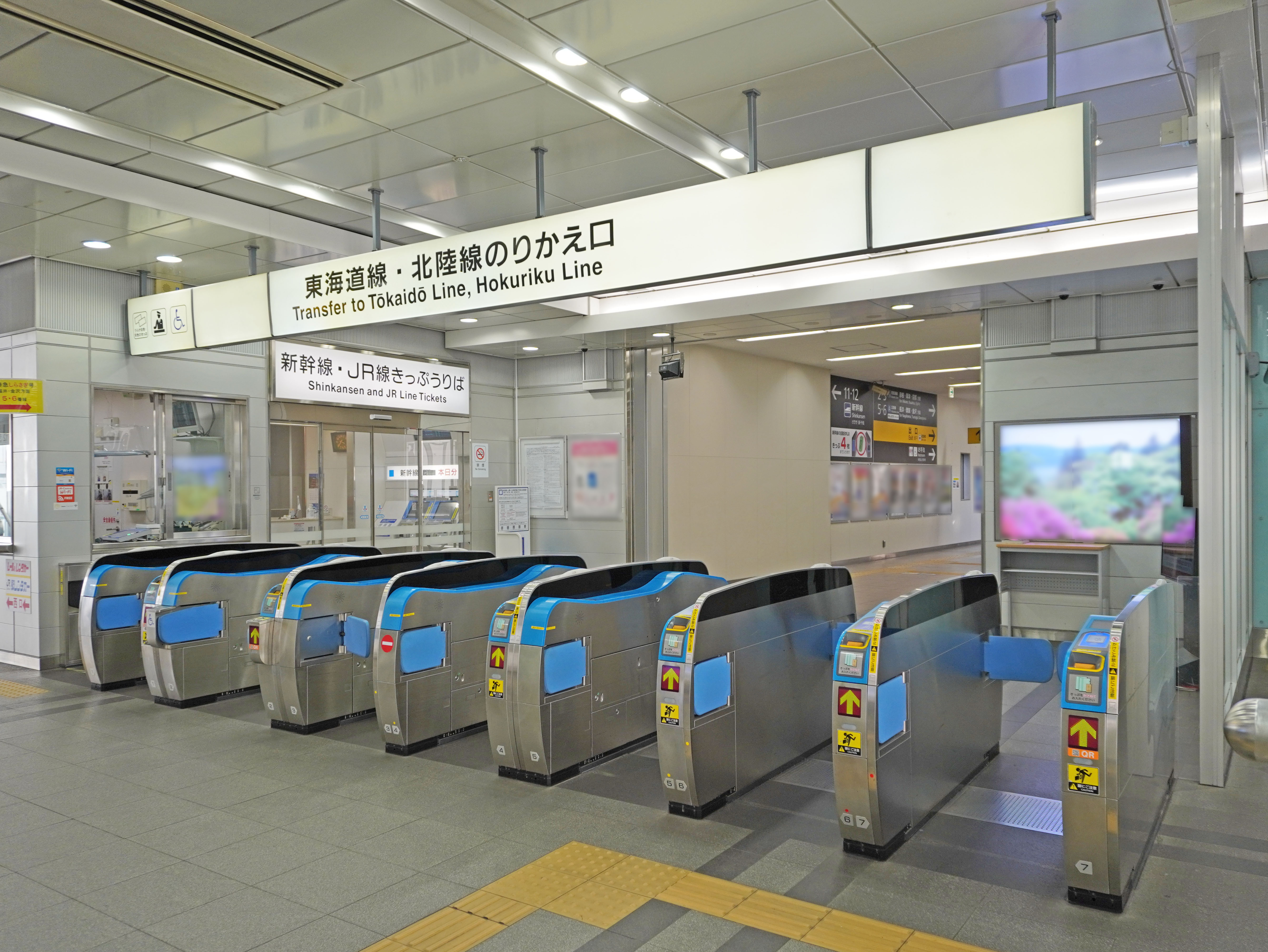
乗換改札口（2022年11月）
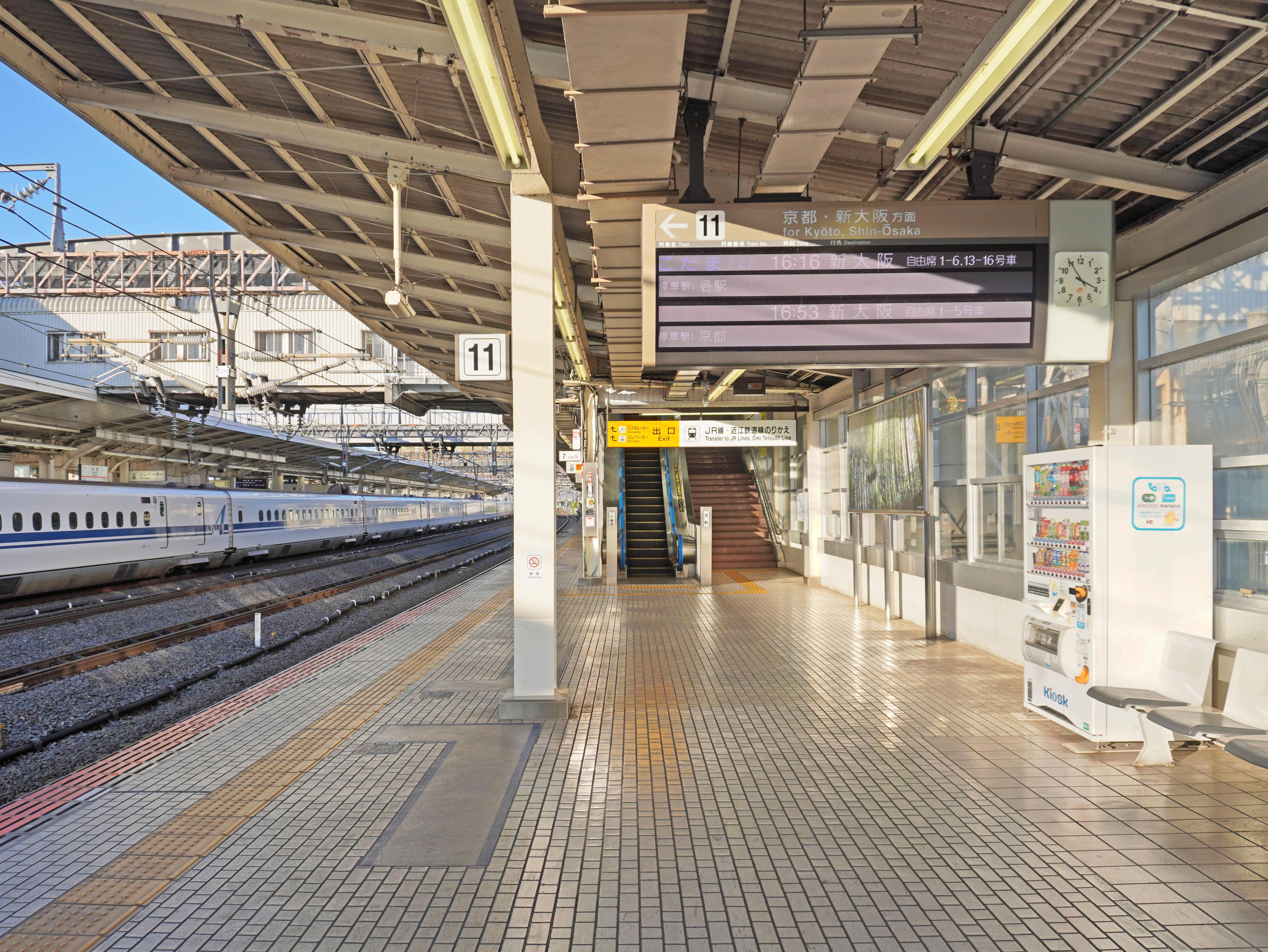
新幹線11番線ホーム（2022年11月）
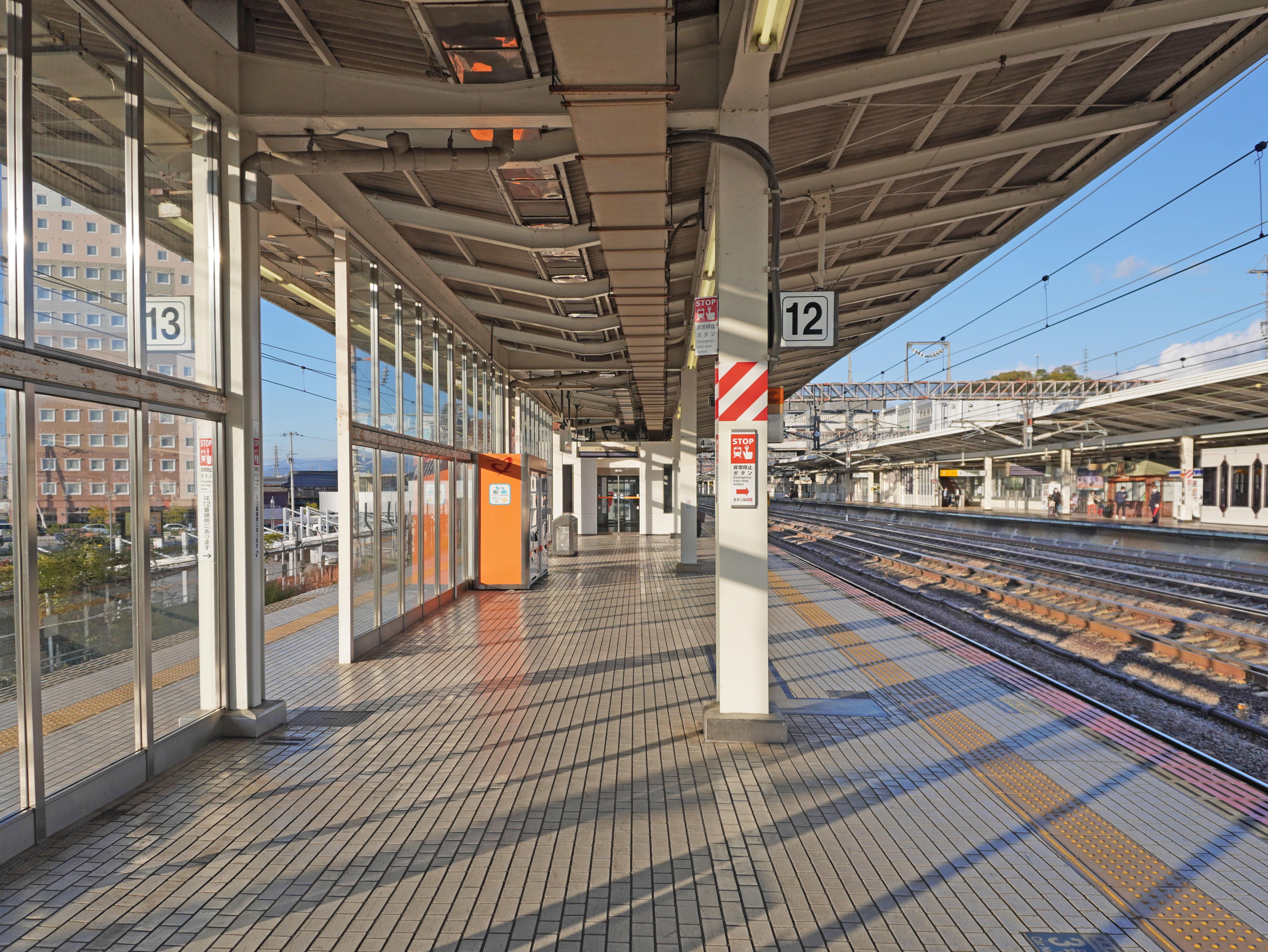
新幹線12・13番線ホーム（2022年11月）

### 近江鉄道
近江鉄道の米原駅は、駅周辺の整備工事に伴い2007年（平成19年）6月8日にJR東口駅舎に隣接する場所に移転し、線路も駅手前の約1600 m部分についてJR東海道本線下り本線沿いに移設されたが、営業キロの変更は行われていない。ホームは頭端式ホーム1面2線で、駅舎は仮設のものが設置され、移設工事のため6月1日 - 7日の間は米原駅 - フジテック前駅間がバス代行となった。新駅舎の工事は2011年（平成23年）12月に着工し、2012年（平成24年）4月5日に完成してJR米原駅東口と直結するようになった。鉄骨平屋建ての約96平方メートルで、その内の約36平方メートルはテナントスペースに割り当てられている。スロープによるバリアフリーが施されている。
なお、1998年（平成10年）のJR米原駅縮小前はJRの駅と隣り合っていた。JR米原駅東口の移設後から2007年（平成19年）の移設までは新しく設けられた駅前広場を挟んでJR駅がある形態だった。

#### のりば
| 番線 | 路線                       | 行先       |
| ---- | -------------------------- | ---------- |
| 1    | ■本線 （彦根・多賀大社線） | 貴生川方面 |
| 2    | ■本線 （彦根・多賀大社線） | 貴生川方面 |

- ホーム（2012年6月）
- 旧駅舎（2006年3月）
- 旧ホーム（2007年5月）
- 旧駅構内（1987年1月）

## 米原操車場
米原操車場は米原駅構内に設けられた操車場である。作業はJR西日本が行っている。電報略号はマイソである。下りは貨物1 - 6番線、上りは貨物1 - 5番線を持ち、琵琶湖線の上下線の間に位置する。現在では運転停車、東海道本線上り（東京方）と北陸本線の貨物列車の折り返し、機関車付け替えの役割を担っている。かつては米原に来た貨物列車を分解し、各方面ごとの列車に組成していた。
東海道本線では平均50 kmに1駅の配置であるが、京都貨物駅と岐阜貨物ターミナル駅の104 kmは空白で、県内の物流は双方からトラックで輸送する方法に頼らざるを得ないのが現状である。これを解消しようと、2002年（平成14年）には着発線荷役方式でコンテナ荷役のできる米原貨物ターミナル駅設置が新規事業化された。国の交通結節点改善事業を受けて整備が進められようとした。この貨物ターミナル駅が完成すると滋賀県の人口の約50％が駅勢圏としてカバーできる。敷地面積3.6 ヘクタール、最長26両編成に対応するため延長550 mで荷役作業帯・コンテナ置場を含めた幅33 mのコンテナホームを整備し、荷捌施設やトラック専用駐車場を設置する計画で、工期は3年を見込まれていた。貨物ターミナルはJR貨物、アクセス道路は国土交通省が整備する方針だった。しかし、2022年（令和4年）になって収支を見込めないとして貨物ターミナル駅事業は中止となった。

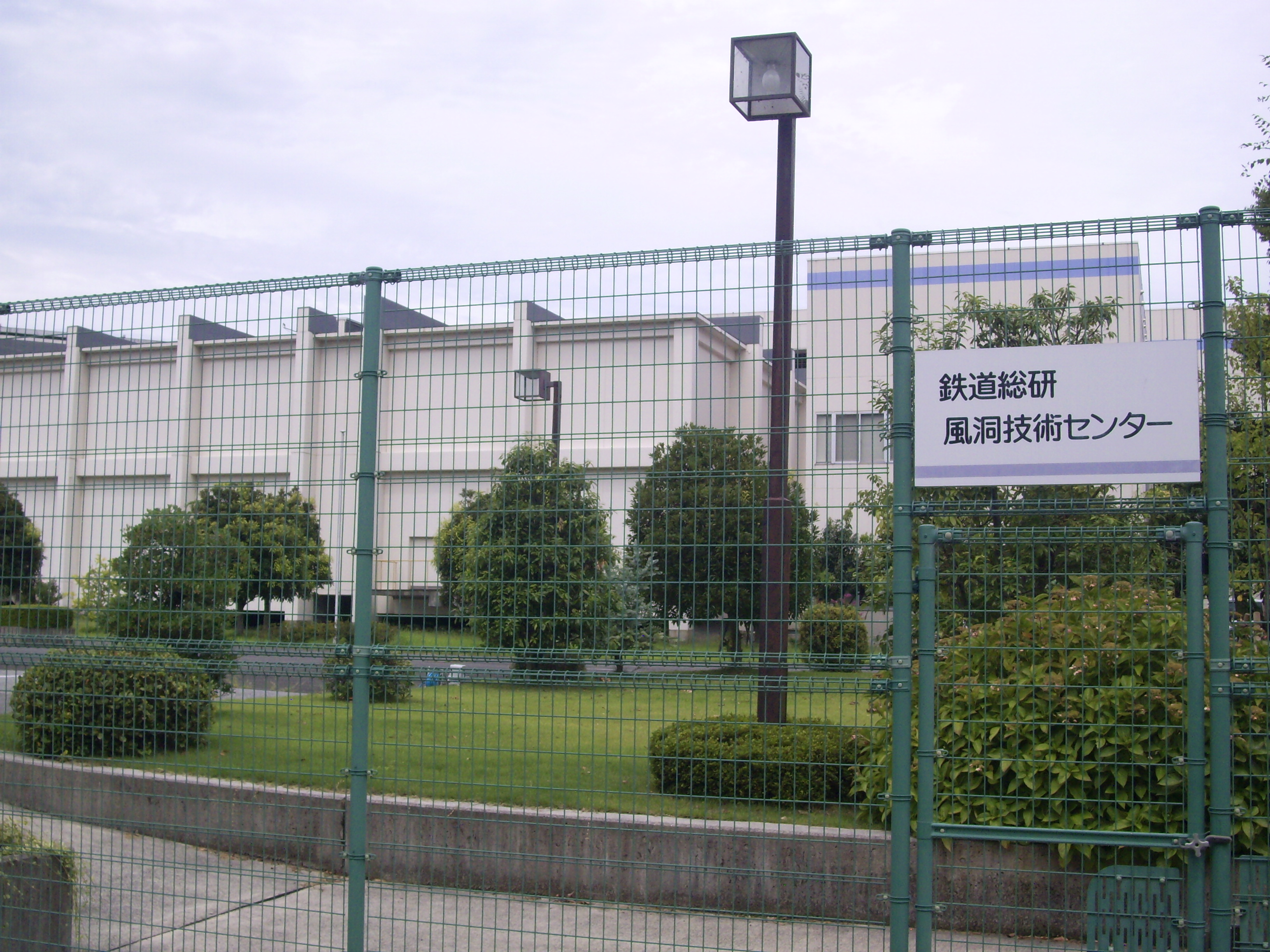
鉄道総研 風洞技術センター（2008年1月）
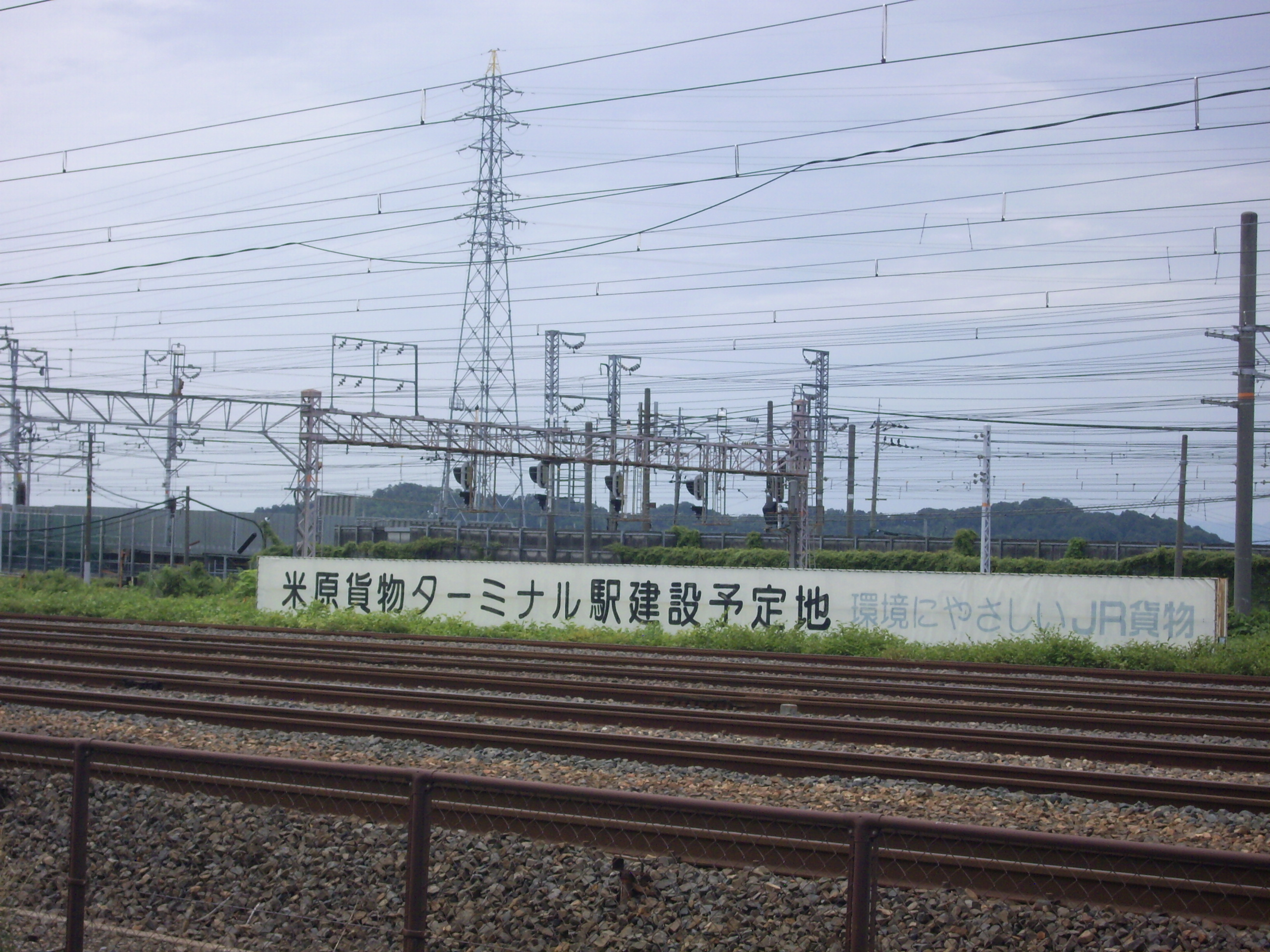
貨物ターミナル建設予定地（2008年1月）

## 米原保線所
東海道新幹線の開業に合わせ、駅の北西、新幹線路線脇に保線所が設けられた。12本の引き込み線があり、内2本は三線軌で、その先端には転車台がある。開業当時は狭い基地であったため材料や予備機器を置く余裕がなく運用に不都合が多かった。
また、敷地内には新幹線用の変電所がある。

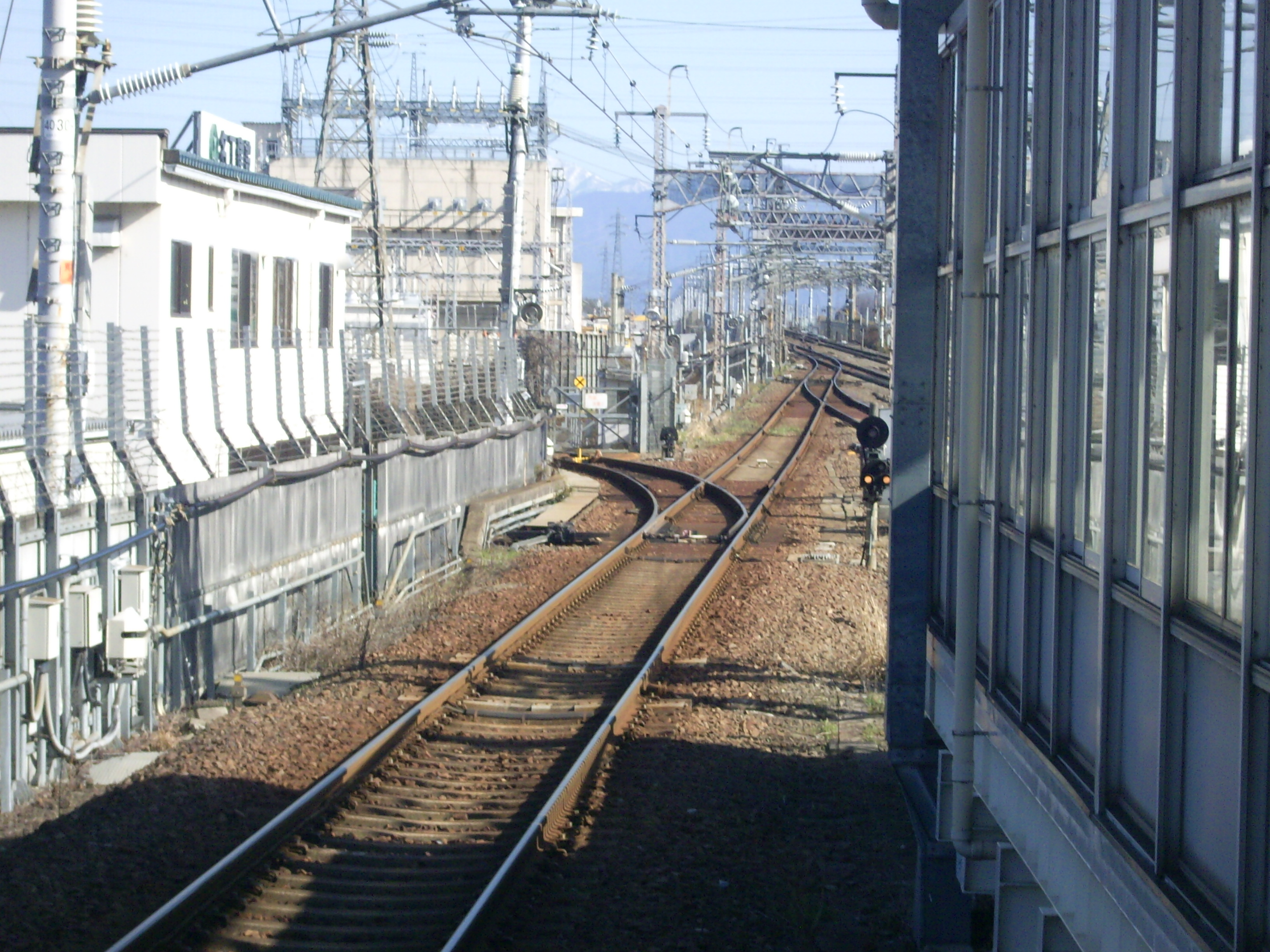
本線から分岐する引き込み線（2008年1月）
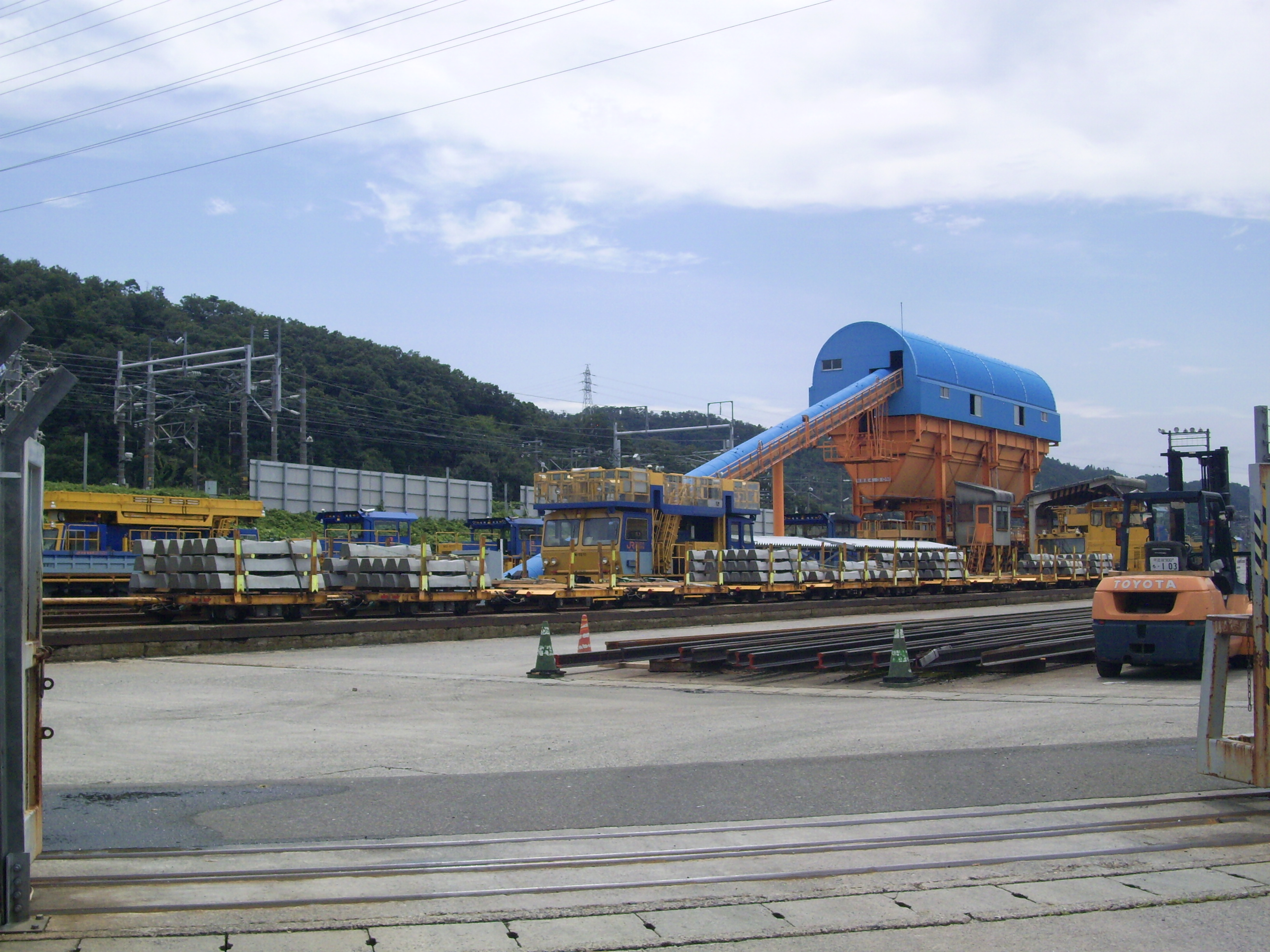
保線所（2008年1月）
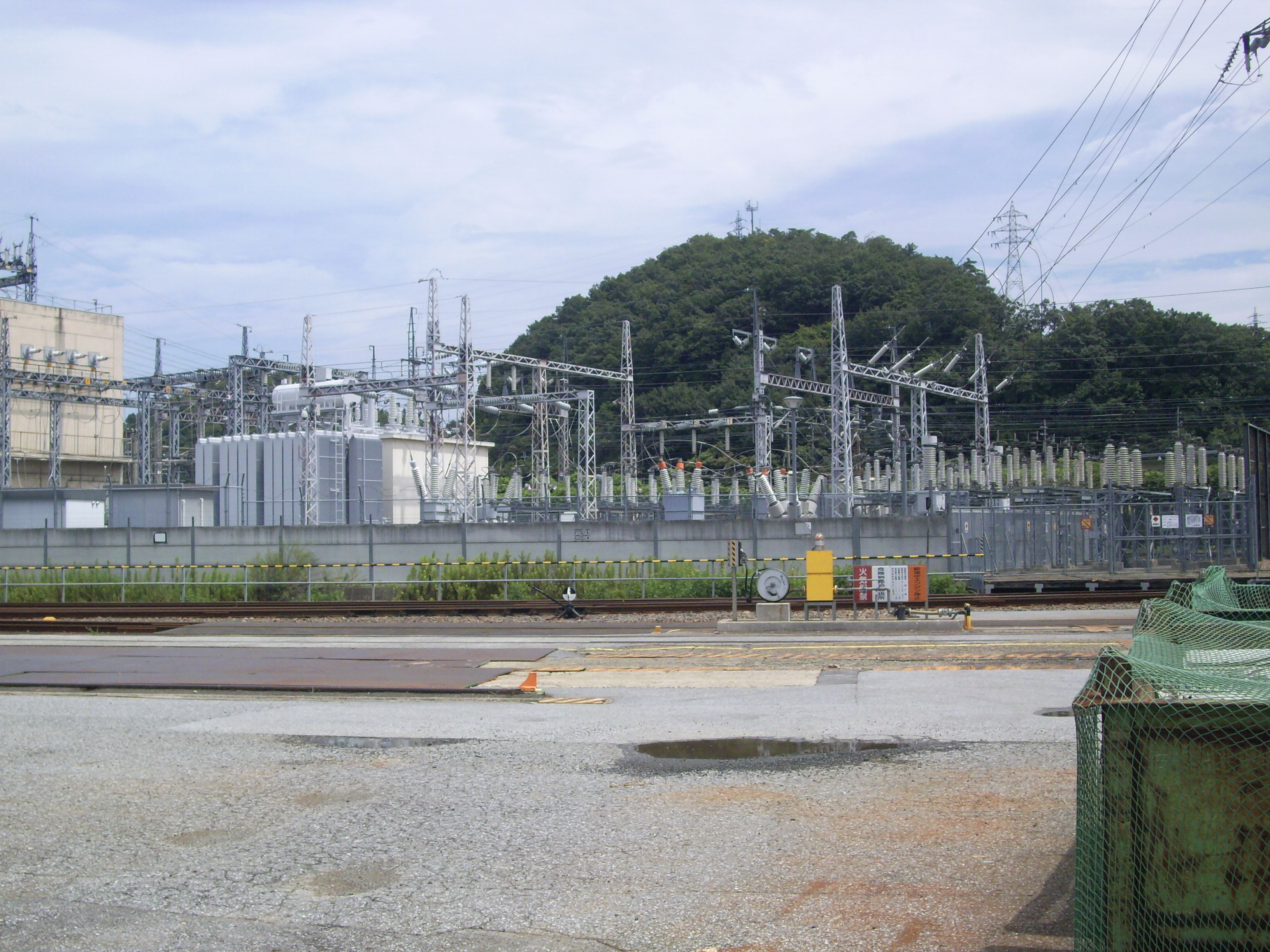
変電所（2008年1月）

## 駅弁

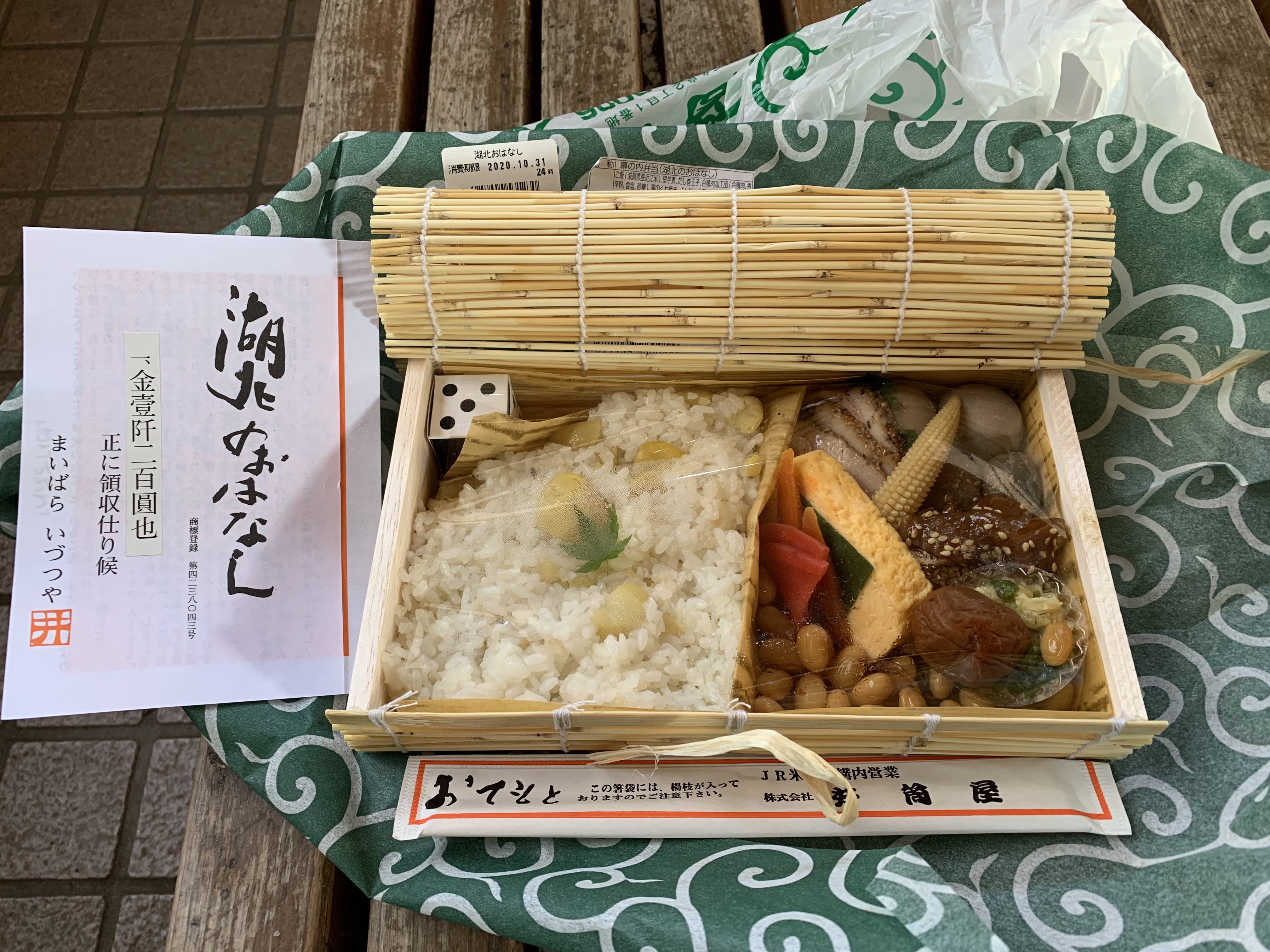
湖北のおはなし

JRの駅では株式会社井筒屋が販売している。明治時代から湖北の郷土料理にこだわり販売されてきた駅弁だが、2025年（令和7年）2月28日の納入分を最後に姿を消し、井筒屋の駅弁事業自体も同年3月20日に終了する。
主な駅弁は下記の通り。
- 近江牛大入飯
- 湖北のおはなし[報道 12][報道 13]
- 近江の味
- 井筒屋の鶏めし
- おかかごはん
- 牛肉弁当

なお、井筒屋は在来線ホームで立ち食いそば店も運営していたが、2020年に店舗を閉店した。

## 利用状況

### 旅客
米原駅開業から間もない1890年（明治23年）度から1915年（大正4年）度までは乗降客数は年間10万人程度の横ばいで、以後増加に転じている。1947年（昭和22年）頃には、毎晩3000人から4000人が待合室や駅構内で一夜を明かしていた。第二次世界大戦後以降の乗降客数の推移では、はじめは定期旅客数が定期外旅客数をやや上回っていたが、定期外旅客数は新幹線開業の影響によって大きく上昇して1980年（昭和55年）度の時点で定期旅客数を上回っていた。1990年（平成2年）度時点では過半数が新幹線利用者であった。その後、北越急行の開通によって東京方面から北陸本線に乗り換える客は減少した。
「滋賀県統計書」による近年の1日平均乗車人員の推移は下記の通り。各社の移動等円滑化取組報告書によれば、2023年度の1日当たりの利用者数はJR西日本が10,366人、JR東海が12,080人、近江鉄道が178人。JR西日本のみの利用者数では、2023年度は南彦根駅と同程度であり、新快速が通過する膳所駅・瀬田駅・栗東駅よりも少ないが、JR東海と合わせた乗車人員では、栗東駅より当駅の方が多くなる（JRグループのうち、2社以上乗り入れの駅では両社を足して算出することが多い）。在来線同士の乗り換え客はこの数字には含まれていない。
| 年度               | JR西日本 （在来線） | JR東海 （新幹線） | 出典        |
| 年度               | 1日平均 乗車人員    | 1日平均 乗車人員  | 出典        |
| ------------------ | ------------------- | ----------------- | ----------- |
| 1992年（平成04年） | 4,733               | 5,361             | [ 統計 1 ]  |
| 1993年（平成05年） | 4,764               | 5,251             | [ 統計 2 ]  |
| 1994年（平成06年） | 4,693               | 5,210             | [ 統計 3 ]  |
| 1995年（平成07年） | 4,712               | 5,441             | [ 統計 4 ]  |
| 1996年（平成08年） | 4,704               | 5,351             | [ 統計 5 ]  |
| 1997年（平成09年） | 4,551               | 5,272             | [ 統計 6 ]  |
| 1998年（平成10年） | 4,419               | 5,064             | [ 統計 7 ]  |
| 1999年（平成11年） | 4,377               | 4,954             | [ 統計 8 ]  |
| 2000年（平成12年） | 4,463               | 5,007             | [ 統計 9 ]  |
| 2001年（平成13年） | 4,416               | 4,926             | [ 統計 10 ] |
| 2002年（平成14年） | 4,243               | 4,848             | [ 統計 11 ] |
| 2003年（平成15年） | 4,310               | 5,216             | [ 統計 12 ] |
| 2004年（平成16年） | 4,380               | 5,778             | [ 統計 13 ] |
| 2005年（平成17年） | 4,441               | 6,017             | [ 統計 14 ] |
| 2006年（平成18年） | 4,434               | 6,151             | [ 統計 15 ] |
| 2007年（平成19年） | 4,416               | 6,302             | [ 統計 16 ] |
| 2008年（平成20年） | 4,395               | 6,087             | [ 統計 17 ] |
| 2009年（平成21年） | 4,434               | 5,537             | [ 統計 18 ] |
| 2010年（平成22年） | 4,503               | 5,679             | [ 統計 19 ] |
| 2011年（平成23年） | 4,544               | 5,851             | [ 統計 20 ] |
| 2012年（平成24年） | 4,758               | 6,111             | [ 統計 21 ] |
| 2013年（平成25年） | 4,960               | 6,433             | [ 統計 22 ] |
| 2014年（平成26年） | 4,943               | 6,701             | [ 統計 23 ] |
| 2015年（平成27年） | 5,204               | 6,760             | [ 統計 24 ] |
| 2016年（平成28年） | 5,262               | 6,947             | [ 統計 25 ] |
| 2017年（平成29年） | 5,342               | 7,056             | [ 統計 26 ] |
| 2018年（平成30年） | 5,514               | 7,240             | [ 統計 27 ] |
| 2019年（令和元年） | 5,442               | 6,856             | [ 統計 28 ] |
| 2020年（令和02年） | 3,754               | 2,818             | [ 統計 29 ] |
| 2021年（令和03年） | 4,023               | 3,698             | [ 統計 30 ] |
| 2022年（令和04年） | 4,636               | 5,196             | [ 統計 31 ] |
| 2023年（令和05年） | 5,183               | 6,040             | [ 統計 32 ] |

### 貨物
取扱貨物は1890年（明治33年）から1930年（昭和5年）まで1万トンを超えることがなく、周辺の彦根・長浜・醒ヶ井と比べ量が少なく、1900年（明治33年）から10年間にかけてその開きが顕著になった。これは米原湊での水運衰退の影響が大きい。そして、昭和恐慌によって減少に転じている。1903年（明治36年）度時点での品目では、発送では周辺地域の農産物、入荷では塩干魚・貝虫・石炭・コークスが目立った。米原から鉄道で発送される貨物の駅勢圏は北端・東端が息長村、南端が鳥居本村であった。また、長岡（現：近江長岡）や垂井などから鉄道で輸送されてくる石灰を米原で輸送船に中継することがあった。当時の米原駅は鉄道どうしの結節点のみならず、水陸の結節点としても役割を担っていた。
1932年（昭和7年）の米原から発送される貨物は網製品や活鮮魚が目立つようになる。特に活鮮魚は入江内湖の埋立前は米原で盛んに漁業が行なわれてきたことがうかがい知ることができ、中でもコアユの出荷量はおよそ190万匹におよび米原駅に専用の貨車（活魚車ナ10型）が配備されるほどであった。
第二次世界大戦後の発送貨物は、国鉄全体の貨物輸送が減少傾向にあり、米原も低迷傾向にあった。1965年（昭和30年）度の発送貨物や到着貨物の首位は石炭、砂利、セメントなどであったが、これは他地域からの中継品とみられる。また、発送・到着ともにレールや車両部品、甲種輸送などもあったが米原機関区や米原保線区へ供給される資材のみならず中継も行われていたと考えられる。この時点では米原町で作られたものはほとんど見られなくなった。高度経済成長期の末期にはあらゆる品目で取扱量が激減した状態であった。そして、国鉄末期の貨物輸送の合理化によって貨物取扱の整理対象に入り、民営化以降は貨物取扱がなくなった。

## 駅周辺
米原はかつて中山道と北国街道が分岐し、古くから交通の中継地である。米原は鉄道が開業して以来、鉄道の町として栄えてきたが、貨物列車や人員などの合理化によってその性質も薄らいだ。国鉄分割・民営化直前の1986年の時点で米原で鉄道に従事する国鉄職員は950人で、直近15年間で国鉄の合理化に伴って半減している。
米原駅北方の岩脇（）山に第二次世界大戦末期に掘削され未完成のまま放置された列車壕または機関車壕（機密のためどちらかは不明）が残る。また、米原駅に襲来した敵機を機銃掃射するために神尾山に高射砲陣地が配備されていたが現在は撤去されている。

### 西口
東海道新幹線が開業して以降も一部の国鉄関係の施設を除いて水田が広がっていたが、1967年（昭和42年）に鉄道をまたぐ米原高架橋（滋賀県道329号彦根米原線）が建設され、1970年（昭和45年）には米原町役場を移転して新しい市街地整備が進められた。その後、1972年（昭和47年）から米原駅西口を前提とした土地区画整理事業に着手し、国鉄米原駅西口設置期成同盟会の発足を経て1974年（昭和49年）3月に米原駅西口が設置されることが正式に決定。これに先立って1974年（昭和49年）1月23日に米原町によって米原駅西部土地区画整理事業の都市計画決定が行われ、1975年（昭和50年）3月に事業計画が決定した。米原駅西口の起工式は1976年（昭和51年）10月15日に行われた。駅前完成は1978年（昭和53年）7月であり、面積は4500平方メートル。1979年（昭和54年）に米原駅西口が4億3千万円の工費で竣工し、3月2日から営業開始した。この土地区画整理事業は1982年（昭和57年）3月末に完成し、駅前広場のほか幅員28 mの駅前道路である「米原西線」などの道路や公園などが整備された。地区面積の約6割が第二種住居専用地域に指定され、駅前を中心に商業地域・近隣商業地域・住居地域が設けられた。完成後は農地が目立つ状態であったが、次第に商業施設や金融機関、共同住宅の建設が行われるようになり、1986年（昭和61年）に平和堂米原店、1988年（昭和63年）4月には滋賀県立文化産業交流会館がオープンした。
駅前広場にはにぎわいと交流を創出する目的で直径約30 mの円形広場が整備されている。この広場は「米原駅西口円形広場「りのべ」ぷろじぇくと」として米原市がまいばら協働事業提案制度に基いてイベントを実施している。
- 日本ソフト開発
- 東横INN米原駅新幹線西口
- 滋賀県立文化産業交流会館
- 滋賀県運転免許センター（米原分室）
- フレンドマート米原駅前店

### 東口
米原駅は宿場町・港町として形成された入江村大字米原の集落に隣接して設置されたため、近江八幡駅などで見られた旧市街地の衰退は特にみられず、旧市街地を踏襲しつつ駅前集落が形成されていった。鉄道町として形成したが、これには駅と同時に米原機関庫が開設されたことによる。
線路や駅舎、ホームが新幹線側に整理・移設したことによって駅構内の一部が鉄道用地ではなくなった。この土地の一部は鉄道総合技術研究所の風洞技術センターやヤンマーの中央研究所に転用された。国鉄の民営化で機能停止になった貨物ヤード跡地は国鉄清算事業団の管理下になったが、こうした土地は事業団から譲渡された後は遊休地として実質放置されてきた経歴がある。米原機関区には蒸気機関車の動輪を神体として祀った大神宮があったが、米原機関区が1986年（昭和61年）10月に廃止されたその翌年の1987年（昭和62年）3月に湯谷神社に遷宮されている。
2003年（平成15年）1月から米原駅東口の土地区画整理事業に着手。土壌から石炭ガラや環境基準を超える量の鉛などが発見され、はじめは除去に約78億円を要すると試算されたが、調査を進め人体や環境に与える影響は小さく安価で処理できることが分かった。土地を売却した鉄道建設・運輸施設整備支援機構が米原市と滋賀県土地開発公社のそれぞれに対し1億7千万円ずつを支払うことで和解が成立した。2008年（平成20年）にはプロポーサル方式で再開発に着手する事業者を募集するなどの働きがあったが、リーマンショックの影響などで再開発が停滞してきた。そこで、米原市が「米原駅東口周辺まちづくり事業」を進めており、市役所庁舎の移転や集客施設の設置などが検討されている。隈研吾がこのプロジェクトに参加しており、再開発のコンセプトは「現代の宿場町」として中山道と北国街道が分岐する米原宿をモチーフとする方針である。
自転車で琵琶湖一周する「ビワイチ」や市内観光でのサイクリング拠点として、東口には米原市が米原駅サイクルステーションを開設している。ビワイチのナショナルサイクルルート指定要件のゲートウェイとして指定されている。
2021年（令和3年）には米原市役所の新庁舎が駅東口に開庁した。
- 滋賀県立米原高等学校
- 青岸寺
- 鉄道総合技術研究所（JR総研）風洞技術センター
- ヤンマー中央研究所
- 米原市役所[150]

## バス路線
「米原駅東口」停留所に湖国バスの路線が発着する。同停留所にはまいちゃん号（米原市）のデマンドタクシー路線（エリアタクシー）も乗り入れる（※要予約）。
湖国バス
- 米原駅東口
  - 米原多和田線[交通 7]
    - 多和田 / ローザンベリー多和田

  - 米原工業団地線[交通 8]
    - 東レ・カーボンマジック前

備考
- 登山シーズンは伊吹山まで登山バスが運行されることがある[交通 9]。
- かつては「米原駅西口」停留所もあり、木之本米原線[交通 10]と米原工業団地線[交通 11]はこちらから発着していた[交通 12]。しかし、2022年10月1日に行われたダイヤ改正で同停留所と木之本米原線が廃止されたため[報道 17]、路線バスはすべて「米原駅東口」停留所発着に変更された[交通 11]。

## 隣の駅
西日本旅客鉄道・東海旅客鉄道の在来線特急・急行と、新幹線の停車駅については各列車記事を参照のこと。
西日本旅客鉄道（JR西日本）
 琵琶湖線（東海道本線・北陸本線）
- 特急「らくラクびわこ」発着駅、特急「ひだ」停車駅、特急「しらさぎ」停車駅（一部当駅発着）

■臨時快速（毎日運転）
敦賀駅（北陸本線）(JR-A01) - 米原駅 (JR-A12)
■新快速（北陸本線区間は各駅に停車）・■普通（普通電車は京都駅または高槻駅以西は快速）
坂田駅（北陸本線）(JR-A11) - 米原駅 (JR-A12) - 彦根駅（東海道本線）(JR-A13)
東海旅客鉄道（JR東海）
 東海道新幹線
岐阜羽島駅 - 米原駅 - （栗東信号場） - 京都駅
 東海道本線
- 特急「ひだ」「しらさぎ」停車駅

■特別快速・■新快速・■快速・■区間快速・■普通
醒ケ井駅 (CA82) - 米原駅 (CA83)
※特急以外の各種別は、ともに岐阜駅 - 米原駅間は各駅に停車する。
※区間快速は下りのみ。
近江鉄道
■本線（彦根・多賀大社線）
米原駅（OR01） - フジテック前駅（OR02）